# Пабло Пікассо
Па́бло Ру́їс Піка́ссо (повне ім'я — Па́бло Діє́го Хосе́ Франсі́ско де Па́ула Хуа́н Непомусе́но Марі́я де лос Реме́діос Сіпріа́но де ла Санті́сіма Триніда́д Клі́то Ру́їс-і-Піка́ссо, ісп. Pablo Diego José Francisco de Paula Juan Nepomuceno María de los Remedios Cipriano de la Santísima Trinidad Clito Ruiz y Picasso; 25 жовтня 1881, Малага, Іспанія — 8 квітня 1973, Мужен, Франція) — іспанський і французький художник, працював переважно у Франції, один із найвидатніших митців XX століття.
У «блакитний» (1901–1904) і «рожевий» (1905–1906) періоди творчості створив загострено виразні твори («Дівчинка на кулі», 1905).
1907 року став засновником кубізму, із середини 1910-х створював роботи в стилі неокласицизму, з початку 1920-х рр. став лідером сюрреалізму.
У 1930-х роках створював скульптури з металу, ілюстрував книги, займався монументальним живописом («Герніка», 1937, написана після бомбардування цивільних районів однойменного міста).
Працював до кінця життя.
Експерти називають Пікассо «найдорожчим» художником у світі — 4 травня 2010 року картину митця «Оголена, зелене листя та бюст» було продано на аукціоні Christie's за 106.482 млн. доларів США, що стало рекордом, тобто найдорожчим шедевром мистецтва, будь-коли проданим у світі.

## Життєпис подій і творчості

### Дитинство

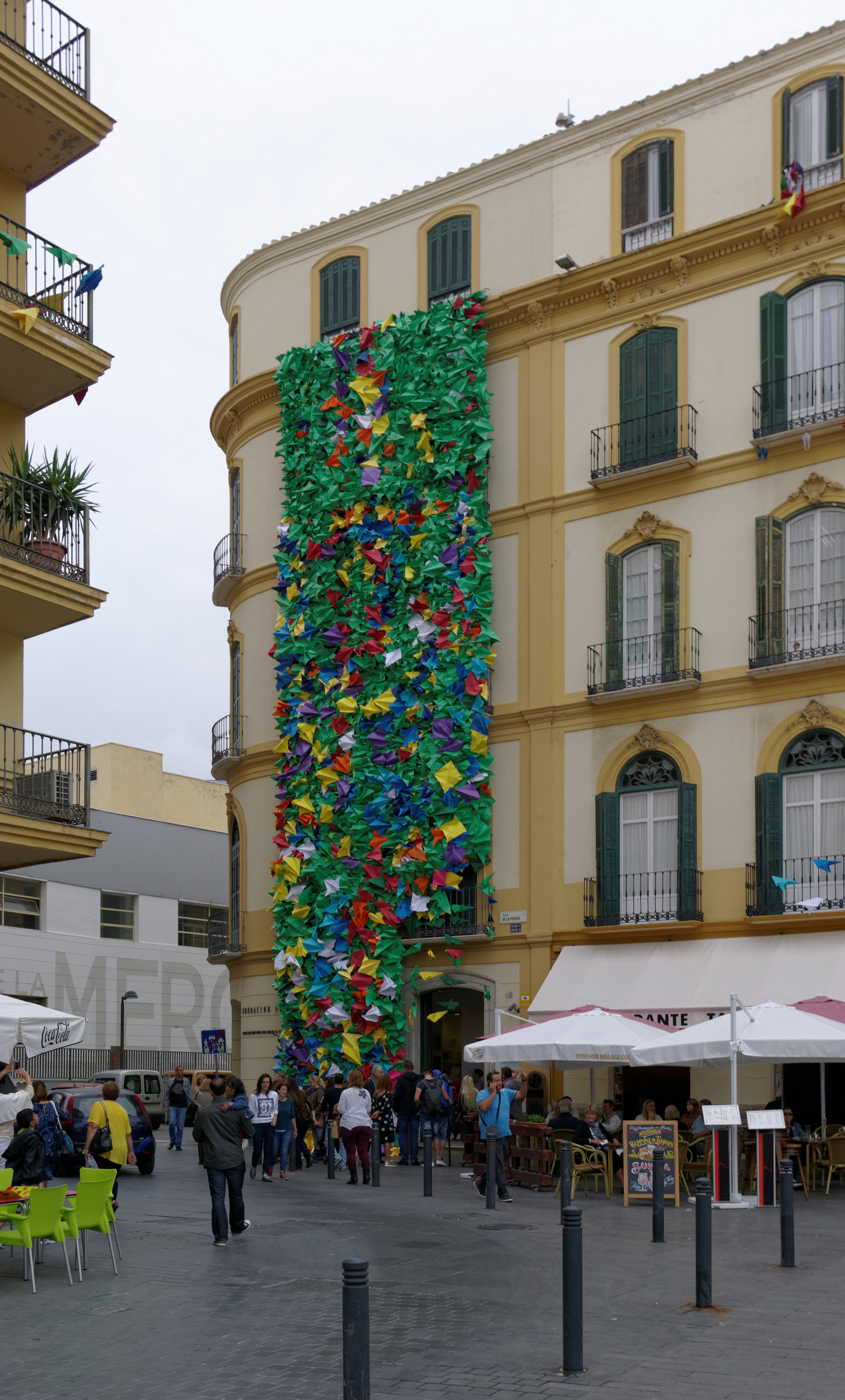
Будинок на площі Мерсед в іспанському місті Малага, у якому народився Пабло Пікассо

Пабло Пікассо народився 25 жовтня 1881 року в місті Малага в іспанському регіоні Андалусія у родинній садибі небідного дона Руїса Бласко. Його охрестили як Пабло Дієго Хосе Франсіско де Паула Хуан Непомусено Марія де лос Ремедьйос Кріспіньяно де ла Сантісіма Тринідад (Pablo Diego José Francisco de Paula Juan Nepomuceno María de los Remedios Crispiniano de la Santísima Trinidad) — вервечкою імен різних святих і родичів. До цього за іспанською традицією додали батькове перше прізвище Руїс (Ruiz) та материне — Пікассо (Picasso). Пабло був першим сином дона Хосе Руїса Бласко (ісп. José Ruiz Blasco) та доньї Марії Пікассо Лопес (ісп. María Picasso López). Пабло мав дві сестри — Долорес (Dolores, 1884—1958) та Консепсьйон (Concepción, 1887—1895).
Хосе Руїс Бласко був художником і вчителем малювання у школі Сан Тельмо (San Telmo) в Малазі. Про маму художника відомо небагато — Пабло Пікассо завжди виявляв до неї повагу і ніжність, що видно навіть з її портретного зображення, створеного митцем 1923 року.
Пабло малював змалку. 1889 року 8-річний хлопчик під враженням побаченої кориди і за наставництва батька олійними фарбами намалював першу картину — «Маленький пікадор» (El pequeño picador), від написання якої пізніше відхрещувався.
1891 року родина покинула Малагу, оскільки батько отримав посаду викладача інституту в місті Ла-Коруньї (Галісія, Іспанія). Там Пабло теж малював. Уже 10-річним він демонстрував сильну віру в свій талант і свої методи малювання. Його перші роботи були виразно реалістичними й ледь не суворими за правдивістю.
1895 рік став важливим у дитинстві Пабло Пікассо. У січні померла його сестра Консепсьйон, а у вересні сеньйор Руїс, батько Пабло, посів кафедру у Школі мистецтв і ремесел (т. зв. Лонжа, Lonja) в Барселоні. До цієї школи прийняли молодого Пабло. Тут він навчався два роки і тут же, у Барселоні, можливо, на догоду батькові, створив низку картин, переважно портретних, у академічному стилі. Чуттєвий академізм цих барселонських полотен Пікассо різнився від напряму, в якому митець працював у Ла Коруньї
Навчаючись блискуче і старанно, 14-річний Пабло зумів скласти всі вступні іспити до Школи красних мистецтв Барселони (Лотжа/Llotja) за один день, що дозволило йому пропустити 2 перші класи. Згідно з популярною легендою про художника, його батько під враженням від екстраординарного таланту свого сина, побачивши вже його перші дитячі малюнки, передав йому всі свої пензлі та палітру й зарікся знову коли-небудь в житті малювати.
Ось як сам Пабло Пікассо згадував дитячі роки і перші кроки в образотворчому мистецтві:
|  | «На відміну від музики, немає дітей від природи геніальних у малюванні. Те, що люди сприймають за природне обдарування, зазвичай, здобуте в дитинстві. Це ніяк не зникає із дорослішанням. Можливо, що одного дня така дитина перетвориться на справжнього художника, а може, й великого митця. Але починати, все одно, варто від початку. Між тим, щодо мене, я аж ніяк не був генієм. Мої перші малюнки ніколи не виставлялися на експозиціях дитячих малюнків. Мені бракувало незнання дитини, дитячої безпосередності. Я робив академічні малюнки у віці семи років із точністю, яка мене лякала.» Оригінальний текст (ісп.) A diferencia de la música, no hay niños prodigios en la pintura. Lo que la gente percibe como genio prematuro es el genio de la infancia. No desaparece gradualmente a medida que envejece. Es posible que ese niño se convierta en un verdadero pintor un día, quizás incluso un gran pintor. Pero tendría que empezar desde el principio. Por lo tanto, por lo que a mí respecta, yo no era un genio. Mis primeros dibujos nunca se han mostrado en una exposición de dibujos infantiles. Me faltaba la torpeza de un niño, su ingenuidad. He hecho dibujos académicos a la edad de siete años, con una precisión de la que me asusto. |

### Перші роботи

Картина «Перше причастя», 1895

Взимку 1895 року Пабло Пікассо написав перше велике академічне полотно — «Перше причастя» (ісп. La Primera Comunión). Це сталося в Барселоні — місті, в якому хлопець провів 9 років, за винятком вакацій і відвідин, більш-менш тривалих, Мадрида та Парижа.
1897 року Пікассо представив полотно «Наука і милосердя» (ісп. Ciencia y Caridad) на Виставці мистецтва у Мадриді. Влітку художник був на вакаціях у Малазі, де малював пейзажі та кориду.
У вересні Пікассо поїхав до Мадрида, щоб розпочати студії в Академії Сан Фернандо. У цей час він намагався наслідувати і популяризувати каталанський модернізм, заради чого 1901 року навіть заснував невеликий часопис «Молоде мистецтво» (ісп. Arte Joven), що, однак, проіснував зовсім недовго. Але доволі консервативна інтелектуальна атмосфера столиці, не готова до проявів цього руху, не надихала його, і Пікассо скоро залишив академію. Все ж Пабло не раз радо відвідував музей Прадо, щоб якнайкраще вивчити майстерність Ель Греко, якого наприкінці XIX століття обожнювали як професійні митці, так і аматори.

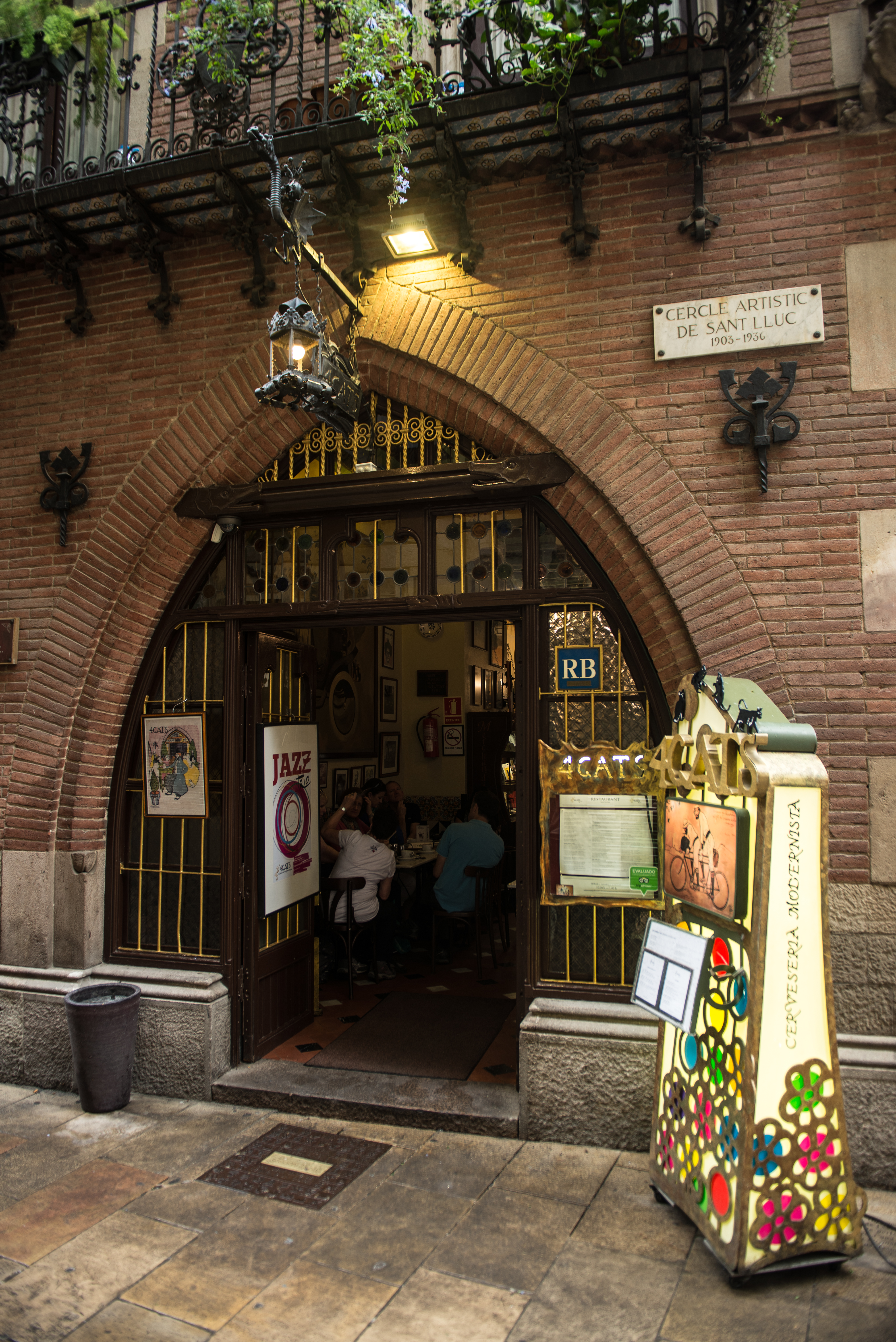
Кафе «Чотири коти» / Els 4Gats у Барселоні

Від 1898 року Пабло Пікассо підписував свої роботи як Pablo Ruiz Picasso, потім як Pablo R. Picasso і лише від 1901 року — як Picasso. Ця зміна аж ніяк не означала відмову від батька, а радше наголошувала на зв'язку митця зі своїм «художнім корінням», з каталонськими друзями, які взяли собі за звичку називати Пабло його материнським прізвищем, менш поширеним, ніж батьківське Руїс.
У червні 1898 року Пабло Пікассо повернувся до Барселони. Потім, захворівши на скарлатину, він переїхав до садиби свого приятеля Мануела Паляреса (Manuel Pallarés) у Таррагоні. Там, одужуючи, молодий художник продовжував писати, звернувшись у своїй творчості до першооснов і природи — цей період вважається одним з перших примітивістських періодів у його кар'єрі.
Відмовившись від ідеї жити в Мадриді та копіювати великих майстрів, в лютому 1899 року Пікассо знову переїхав до Барселони, де відвідував популярну в певних артистичних колах корчму «Чотири коти» (кат. Els Quatre Gats), завів знайомство з представниками барселонської богеми (Jaime Sabartés, Carlos Casagemas та іншими). Саме в кнайпі «Чотири коти» відбулася перша персональна виставка робіт Пікассо. Також саме в Барселоні Пікассо познайомився з популярним тоді у місті анархістським рухом. Панівна бідність у нижніх районах міста та хворі, скалічені солдати, що поверталися після розгромної для Іспанії Кубинської кампанії, створили соціальне напруження і відповідну культурну, політичну і суспільну атмосферу в місті. Це не могло не позначитися на чуттєвості полотен Пабло Пікассо, що, зокрема, видно в картинах 1897–1901 років: «Ув'язнений» (ісп. El prisionero), «Мітинг анархістів» (ісп. Un miting anarquista).
У жовтні 1900 року Пабло Пікассо відвідав Всесвітню виставку в Парижі, де виставлялась і його картина «Останні миті» (ісп. Últimos momentos), доля якої нині невідома. На твори Пікассо цього періоду також впливала творчість каталонського художника Ісідре Нонеля (Isidre Nonell), відомого йому ще за «4 котами», і француза Тулуз-Лотрека, що відчутно з робіт «Очікування (Марґо)» (ісп. La espera (Margot)), «Балерина-карлиця» (ісп. Bailarina enana) і «Фінал [циркового] номера» (ісп. El final del número), обидві останні 1901 року. Також відомо, що саме тоді вперше було куплено твори Пікассо — якийсь Пере Маньяч (Pere Mañach) заплатив 150 франків за увесь річний доробок митця, а також започатковано взаємини з галеристом Берте Вайлем (Berthe Weill). До Барселони Пабло Пікассо повернувся 20 грудня, а святкувати Новий рік вирушив до рідної Малаги.

### «Блакитний» період: між Барселоною і Парижем
Період у творчості Пабло Пікассо між 1901 і 1904 роками знаний як «блакитний» (ісп. período azul): його назва походить від кольору, який домінує у полотнах митця. На такий вибір кольорової гами художника спонукало самогубство через нерозділене кохання його близького друга Карлоса Касахемаса 17 лютого 1901 року. Цій події художник, зокрема, присвятив полотно «Смерть Касахемаса» / ісп. La muerte de Casagemas, яке стало «відправним пунктом» періоду. Мистецтвознавці вважають, що чуттєві картини митця «блакитного» періоду також створено під впливом творчості Гогена, Ван Гога та із застосуванням окремих прийомів Ель Греко (наприклад, видовження постатей).
Наприкінці квітня 1901 року Пікассо повернувся до Барселони, де на мистецькій виставці експонувалася його «Жінка в блакитному» (ісп. Mujer en azul), але вже в травні знову приїхав до Парижа і винайняв апартаменти № 130 на бульварі Кліші (Clichy), які правили померлому Касахемасу за майстерню. У червні—липні того ж року Пікассо та Франсіско Ітурріно (Francisco Iturrino) виставляли свої роботи у галереї Воллара (Vollard).

Картина «Життя» (на смерть Касахемаса)

У червні того ж (1901) року Пабло Пікассо знайомиться з французьким поетом і художником Максом Жакобом, з яким підтримуватиме теплі і щирі стосунки до смерті останнього в 1944 році. Здобуваючи визнання оточення, однак, Пікассо в цей час відчуває брак коштів — створюючи по одній-дві картини щоночі, на ранок він продавав їх на вулиці Лаффіт (Rue Laffite) за 150 франків, а також співпрацював зі своїм першим покупцем п. Маньячем. Впродовж осені малює Los dos saltimbanquis (або Арлекін та його подруга), Arlequín apoyado і закінчує картину «Смерть Касахемаса». Взимку створює низку портретів переважно в блакитному кольорі — Жайме Сабартеса, Матеу Фернандеша і «блакитний автопортрет».
Наприкінці січня 1902 року Пікассо розірвав угоду з Маньячем і повернувся до Барселони, де працював у майстерні Анхеля Фернандеса де Сото (Ángel Fernández de Soto) на одній з бічних вулиць від Рамбли. Цієї весни блакитна фарба безроздільно царює на його полотнах. З господарем майстерні де Сото Пікассо навідується до нетрів і борделів Барселони, що знайшло відбиття в серії еротичних малюнків митця: автопортрет з оголеним, акварельний малюнок Анхеля де Сото в компанії жінки і La macarra (алегорична композиція).
Тоді ж, а саме 1–15 квітня 1902 року, Маньяч влаштував експозицію творів Пікассо та Лемейра (Lemaire) у галереї Берте Вайля в Парижі, а в червні — ще одну — з картинами Пікассо та Матісса.
21-річному Пабло час було йти до армії, і в жовтні 1902 року дядько Пабло Пікассо за 2 тисяч песет викупив митця від виконання ним військового обов'язку. Відразу по тому Пабло терміново виїхав із Себастьєном Жуньєром (Sébastien Junyer) до Парижа, де знову в галереї Вайля на організованій Маньячем колективній виставці в період від 15 листопада до 15 грудня продемонстрував свої роботи.
У січні 1903 року Пікассо повернувся до Барселони. Навесні він почав малювати одну з найвиразніших картин «блакитного» періоду — «Життя» (La vida / La vie), яка ніби резюмує цей період у житті та творчості митця, відображаючи його атмосферу: песимізм і нігілізм на тлі тягот життя і матеріальних нестач. Відчуття Пікассо цього часу його друг Жайме Сабартес описав як «[Пікассо] вірив, що мистецтво — це дитя журби і болю» (ісп. Cree que el Arte es hijo de la Tristeza y del Dolor). Дитяча самотність, жебрацтво й бідність прохачів, каліцтво і вбогість знайшли відбиття в картинах цього часу: «Дві сестри» (ісп. Las Dos hermanas, 1902), «Жебраки на березі моря» (ісп. Pobres a orillas del mar, 1903), «Старий сліпий гітарист» (ісп. El viejo guitarrista ciego, 1903), «Аскет» (ісп. El asceta, 1903) та інших.
Наприкінці 1903 року митець остаточно переконався, що порвати з атмосферою, якою він оповитий, можна лише переїхавши до Парижа, що також дозволило б йому переступити кордони Іспанії, здобути європейське визнання.

### «Рожевий» період: ПаризькийBateau Lavoir, Гертруда Стайн
«Рожевим» періодом у творчості Пабло Пікассо, коли саме рожева фарба домінувала у палітрі митця, заведено вважати короткий період від осені 1904 до кінця 1905 року. До того ж він мав перехідні етапи (відповідно на початку — весна і літо 1904 року і на кінці — 1906 рік). Цей час був надзвичайно плідним у доробку Пікассо, крім того, позначений першими серйозними особистими стосунками художника. Проживаючи переважно в Парижі протягом «рожевого» періоду, Пікассо водночас багато подорожував, заводив нові і підтримував старі знайомства, багато дізнався про світ мистецтва і цирку, успішно експонував і продавав свої твори.

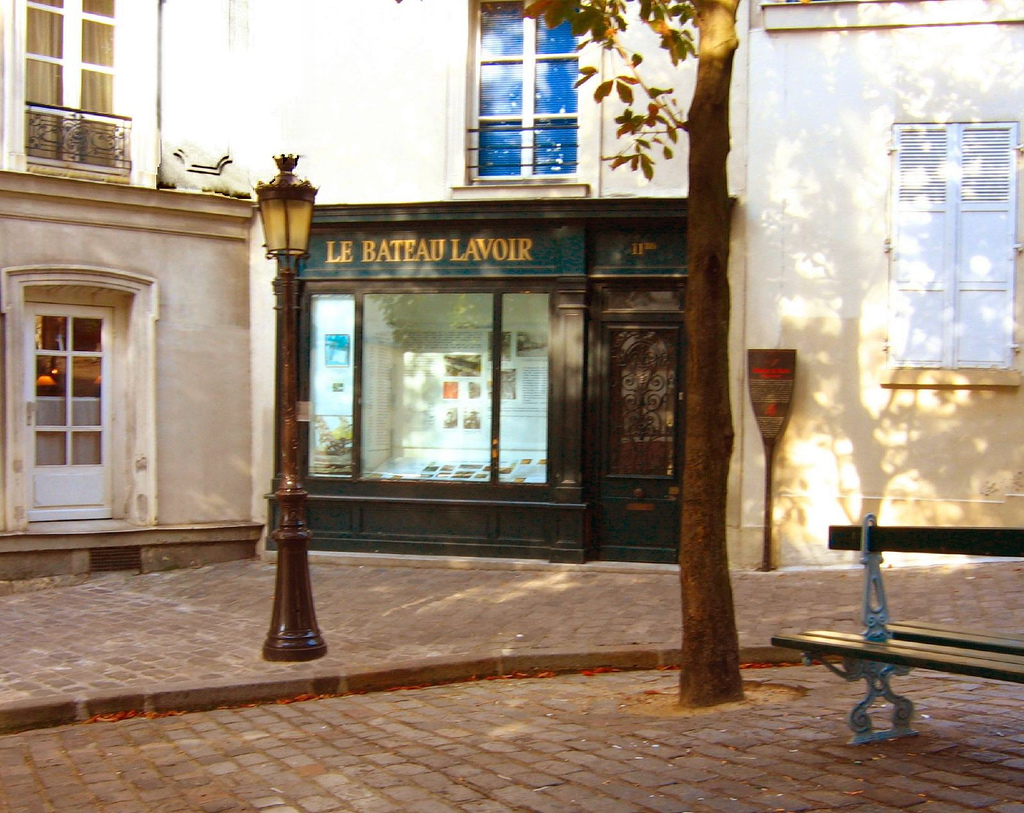
Bateau-Lavoir, Париж

У квітні 1904 року Пікассо облаштовується у Парижі в апартаментах (залишеній майстерні його друга скульптора Пако Дуррйо/Paco Durrio) у будинку Bateau-Lavoir, названим так поетом Жакобом через зовнішню подібність (з франц. дослівно «човен-приступ для полоскання/прання білизни»), розташованому в престижному і богемному міському кварталі Монмартр. Навколо Пікассо відразу ж групується ціле коло митців, зокрема тих, що приїхали з Іспанії та Каталонії, серед них і мешканці «Човника-приступу для полоскання» митець Рікардо Каналс (Ricardo Canals) з дружиною, який знайомить у вересні цього року Пікассо з технікою травлення; Мануель Уґе (Manuel Hugué) з дружиною, Рамон Пічот (Ramon Pichot) тощо.
Впродовж літа Пікассо підтримує особисті стосунки з Мадлен — жінкою, яка в цей період з'являється на деяких малюнках митця і надихає на написання інших: «Жінка акробата» (ісп. La mujer del acróbata), «Родина Арлекіна» (ісп. Familia de Arlequín). У серпні 1904 року Пікассо знайомиться зі своїм першим серйозним коханням життя: «прекрасною Фернандою», як її називали, — 21-річною Фернандою Олівьє (Fernande Olivier; 1881—1966), моделлю-натурницею і подругою Бенедетти, дружини Каналса, що залишалась джерелом натхнення Пікассо до 1910 року (остаточно стосунки були розірвані лише через 2 роки, в 1912 році)..

Картина «Родина вуличних циркачів»

В цей час Пікассо знайомиться з багатьма представниками богеми Парижа, зокрема у жовтні (1904) потоваришував з поетом Андре Салмоном (André Salmon) та письменником-предтечею сюрреалізму Гійомом Аполлінером, та й сам стає частиною цього нестримного мистецького світу, будучи завсідником кабаре «Верткий кролик» (Lapin Agile) та Цирку Медрано (Cirque Medrano). Отаборившись на Монмартрі, Пікассо змінює тематику й палітру своїх робіт — блиск і вбогість артистів театру і митців, їхні творчі злети і життєві поразки привносять у його творчість незнаний досі ліризм, а рожеве бере гору над блакитним. «Рожевий» період — це м'які та теплі барви, легкі та делікатні обриси, з наголосом на лініях та малюнку, а не на кольоровому різнобарв'ї, фігури лишаються видовженими, нагадуючи Ель Греко: «Актор» (ісп. El actor), акварель «Божевільний» (ісп. El loco). Теми творів митця — меланхолійні за настроєм сценки з життя, переважно акторів цирку і вуличного театру (акробатів, арлекінів, клоунів, жонглерів), в тому числі із зображенням тварин — «Акробат з м'ячем» або «Дівчина з м'ячем» (ісп. Acróbata con balón), «Родина вуличних циркачів» (ісп. La familia de saltimbanquis), «Акробатка і молодий арлекін» (ісп. Acróbata y joven arlequín), «Родина акробатів з мавпою» (ісп. Familia de acróbatas con mono) тощо.
У період від 25 лютого до 6 березня 1905 року Пікассо вперше демонструє на виставці в галереї Серюрьє (Sérurier) свої «рожеві» полотна, що спричиняє численні дискусії критиків з приводу яскравої трансформації таланту митця. Аполлінер пише в цей час у Revue immoraliste:
|  | «Між показним і фальшивим блиском його фокусників відчувається справжнє співчуття до людей з народу — непостійних, заляканих, манерних, вбогих і фальшивих.» |

Навесні ц.р. (1905) Пікассо малює програмний твір цього періоду «Сімейство вуличних циркачів».
Влітку за запрошенням голландського художника Тома Схілперурта (Tom Schilperoort) Пікассо доволі довго (6 тижнів) перебуває в Нідерландах, що не могло не позначитись на творчості митця — під враженням від побаченого написані картина «Прекрасна голландка» (ісп. La bella holandesa) та «Три голландки» (ісп. Las tres holandesas), остання є своєрідною авторською інтерпретацією класичного сюжету «Трьох грацій». Повернувшись до Парижа, трохи згодом, у серпні, проводить вакації з коханою Фернандою неподалік від Барселони. У вересні вони вдвох як подружня пара повертаються до паризького Bateau-Lavoir — Пікассо змальовує красу своєї подруги, і вони разом відвідують виставки, надаючи перевагу камерним вернісажам перед офіційними салонами.

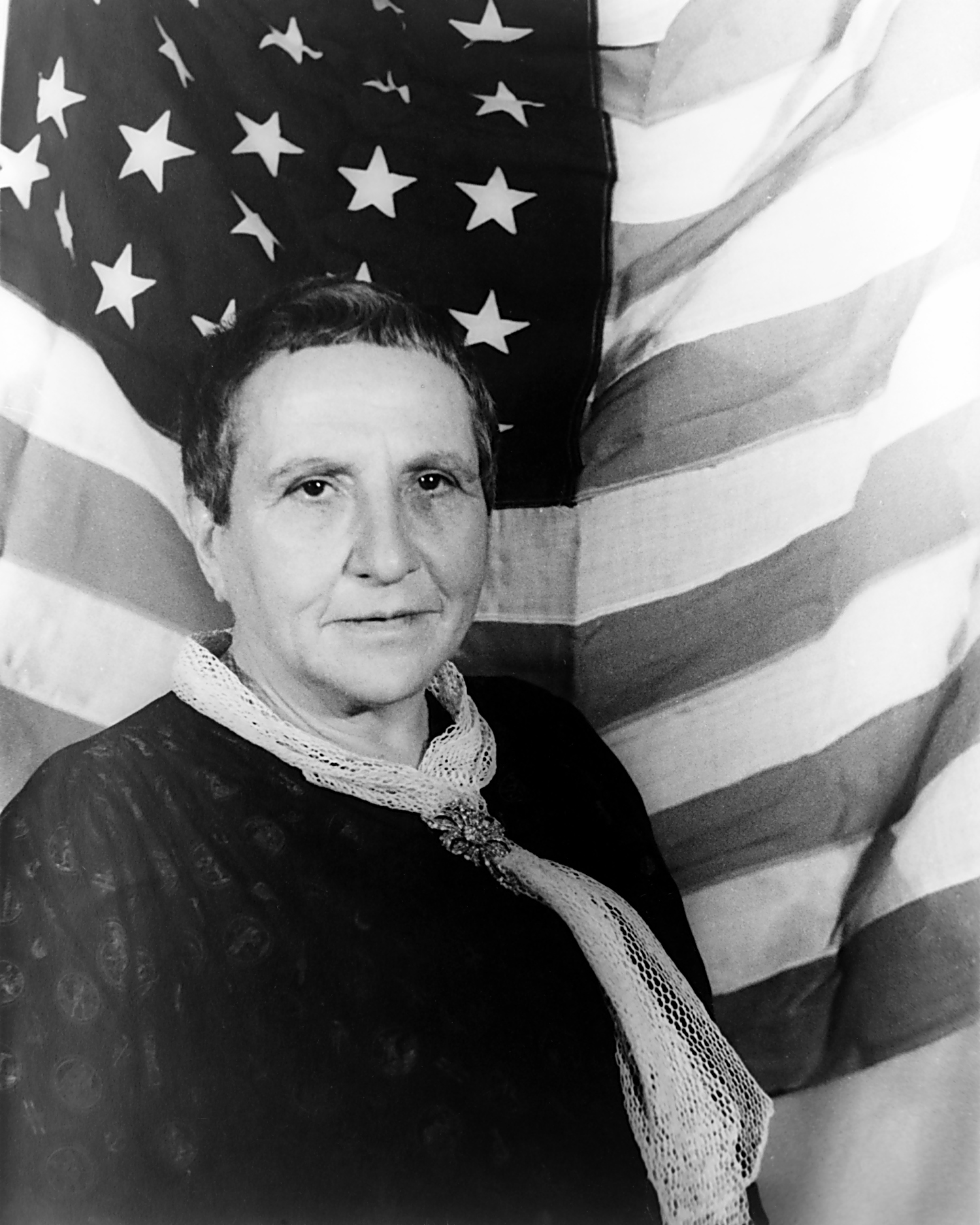
Гертруда Стайн, 1935

Важливе значення для Пікассо в цей період мало знайомство з Гертрудою Стайн (Gertrude Stein) та її братом Лео, які осіли в Парижі, організувавши салонний бізнес і присвятивши своє життя збиранню творів мистецтва. «Вийшовши» на Пікассо через посередника-торгівця на ім'я Кловіс Саґо (Clovis Sagot), брат і сестра Стайни вже при першій зустрічі з Пікассо накупили картин на 900 франків. Відтоді Гертруда Стайн стає надовго вірним меценатом Пікассо, а він — постійним відвідувачем її салону, а з часом і особистого паризького помешкання. Пікассо малює портрети Лео Стайна та його сина Майкла й починає тривалі сесії написання відомого портрета своєї благодійниці Гертруди Стайн. Гертруда, придбавши нещодавно «Жінку з капелюхом» Матісса, вирішує, що обидва митці конче мають зустрітися.
1906 року, після трьох місяців роботи над портретом Гертруди Стайн, Пікассо робить перші начерки картини «Авіньйонські панянки» (Las señoritas de Aviñón), якій судилося стати непересічним витвором «перехідного» періоду, насправді ж передвісником кубізму. Разом з цим митець у ці дні продовжує свій «рожевий» творчий період — однак тематика полотен змінюється кардинально — на зміну арлекінам і акробатам приходять вершники та юнаки на тлі буколічних пейзажів. Пікассо перебуває в творчому пошуку — відвідує експозиції класичного і давнього мистецтва. Дослідники життя художника переконані, що він відвідав і перебував під враженням виставки доіспанського (іберійсього) примітивного мистецтва, організованої в Луврі в цей час.
Навесні 1906 року галерея Амбруаза Воллара придбала більшість «рожевих» творів Пікассо. Відтак, у травні він з Фернандою Олівьє виїздить до Барселони, щоб відпочити і представити свою пасію родичам і знайомим. Влітку Пабло і Фернанда в Леріді, споглядаючи на просте життя каталонців — художник пише сцени купальників і оголених все в тій же червонуватій кольоровій гамі, на думку мистецтвознавців, із застосуванням вражень від архаїчного примітивного народного мистецтва і вже в передочікуванні нової стилістики протокубізму, до якої остаточно звернеться наступного, 1907 року.

### Перехідний або «африканський» період: протокубізм
Період від кінця 1906-го (1907) і до 1909 року в творчості Пабло Пікассо є перехідним — у мистецтвознавстві він також отримав різні іменування, на кшталт «чорний», «темний», «африканський», адже вважається, що митець творив у цей час не в останню чергу під упливом африканського мистецтва, зразки якого, в тому числі, міг бачити в Музеї етнографії у паризькому палаці Трокадеро, хоча сам художник силу цього впливу завжди відкидав. Безсумнівними фактами лишається те, що в цей час митець довів до кінця дещо із задуманого раніше, зокрема шедевральний твір «Авіньйонські панянки» (Las señoritas de Aviñón, 1907), портрет Г.Стайн тощо, а також те, що в ході інтенсивних творчих пошуків митець зрештою прийшов до кубізму.

Портрет Гертруди Стайн

Повернувшись із Каталонії в серпні 1906 року, Пікассо знову береться за написання портрету Гертруди Стайн, працюючи притому по пам'яті, адже вона в цей час перебувала в Італії. Збереглися свідчення, що про цей портрет митець казав так:
|  | «Хай весь світ гадає, що вона [Гертруда Стайн] не такий абсолют, як її портрет, та все одно, зрештою вона буде подобати на нього.» |

На практиці ж написання портрету стало таким виснажливим — Пікассо переписував його близько 80 разів, що насамкінець він з розпукою сказав так:
|  | «Я вже перестаю бачити її (Гертруду Стайн), коли дивлюсь на неї» |

Така тривала праця Пікассо пояснювалась ще й безперервним творчим пошуком, вивченням співвідношення й взаємовпливів у мистецькому витворі змісту й форми, для чого митець не перестає досліджувати давнє мистецтво й сучасне йому, зокрема, Сезаннівське, що добре видно з автопортрету цього часу (т. зв. «Автопортрет з палітрою» / ісп. Autorretrato con paleta), картини, що виражає напівдикий архаїзм, увібравши в себе досвід Пікассо, набутий ще і перед 1905 роком.
На початку зими 1906–1907 років Пікассо після перегляду осіннього паризького салону, що став переважно ретроспективою творів Гогена, написав «Дві оголені жінки» (ісп. Dos mujeres desnudas), а вже до кінця року малював лише ескізи і замальовки оголених жіночих тіл, щоб зрештою згодом «вибухнути» зі своїми «Авіньйонськими панянками».

Картина «Авіньйонські панянки»

Нарешті навесні 1907 року з'являються «Авіньйонські панянки» — картина, що писалась понад рік, — так довго і ретельно Пікассо досі не працював. Перша реакція критики і громадськості була справжнім шоком. Навіть колеги і друзі виявили неоднозначне ставлення. Матісс знавіснів, а більшість друзів не прийняли твір. Приміром, новий товариш Пікассо митець Жорж Брак, з яким він познайомився через Аполлінера тоді ж, навесні 1907 року (і приятелюватиме тривалий час), висловився так:
|  | «Відчуття таке, що нас хочуть нагодувати жолудями, а запи́ти пропонують нафтою». |

А той же Аполлінер був менш різким і більш згодницьким:
|  | «чудова мова, яка непридатна для створення літератури, адже нею ще не створено слів для вираження понять» |

«Скандальна картина», як її нарік близький друг Пікассо поет Андре Салмон, насправді стала першим зразком кубізму, і, на думку багатьох мистецтвознавців, виявилась поворотним пунктом у розвитку сучасного мистецтва. Для самого Пікассо це було розірвання традиції й остаточний відхід від реалізму з його канонами перспективи й просторової глибини, так само як з існуючим ідеалом краси жіночого тіла, і все це на користь сукупності кутових планів без просторового обмеження; постаті «авіньйонських панянок» лишились видовженими, як це було звично для Пікассо, у кольоровому ж плані — в картині хоча й переважає вохра і рожеві тони, однак загальне забарвлення, на яке впливає і структура малюнку, є радше агресивним.
Наприкінці літа 1907 року стосунки Пабло Пікассо з Фернандою зайшли в «глухий кут», і подружжя вирішило розійтися, хоча офіційно не розлучалися до кінця листопада. За відсутності Фернанди Макс Жакоб і Аполлінер переконали Пікассо спробувати курити опій — відтак, митець перебуває між наркотичними мареннями і страхом поринути в апатію до творчості. Палітра Пікассо набуває яскравих фарб: «Оголена жінка» (ісп. Mujer desnuda), «Танець вітрил» (ісп. La danza de los velos), «Квіти на столі» (ісп. Flores sobre una mesa). В цей час майстерня Пікассо обертається на справжній осередок дискусій і дебатів і не лише з приводу його творчості. Брак приносить туди свої роботи, а Матісс і Пікассо обмінюються картинами: Матіссова «Глечик, куля і лимон» на Пікассову «Портрет Марґеріт» (портрет дочки Матісса Марґеріт). Відносини двох великих митців, що являли взаємні кпини та негласне змагання, насправді ґрунтувалися на глибокому обопільному захваті один одним. Матісс казав, що ніхто інший не бачить його твори як Пікассо, а Пікассові ніхто не здатний побачити, як він, Матісс.

### Кубізм
Період кубізму в творчості Пікассо, одним із винахідників якого він власне і був, і який є одним з визначальних у доробку митця, охоплює, згідно з дослідженнями мистецтвознавців, доволі значний проміжок від 1908 або 1909 до 1917 року. Традиційно виокремлюють декілька етапів (іноді з підетапами) кубізму Пікассо, які втім не мають чітких розподілів у датах:
- перший етап, т. зв. «сезанівський кубізм» — застосування в структурі малюнку простих геометричних форм (переважно трикутників), з яких формуються предмети, які виразно знаходять подібність із реально існуючими; у кольоровій гамі переважають також «сезанівські» тони, щоправда більш «розмиті» — зелений та його відтінки (від салатового до брунатного), коричневий (болотяний), ліловий;
- другий етап, т. зв. «аналітичний кубізм» — предмети або особи поділяються на геометричні форми (зазвичай велике число маленьких, переважно тих же трикутників); межі і обриси предметів/осіб розмиті і нечіткі.
- третій етап, т. зв. «синтетичний кубізм» — має декоративний і контрастний характер, близький до символізму; переважно зображувані предмети (музичні інструменти, посуд, різні прилади та пристосування, напр. люльки для паління тощо) мають дещо спільне з реальними предметами, але водночас фактично є алегорією до якихось понять, настроїв, ситуацій тощо.

Еволюцію кубізму Пікассо видно з трьох його робіт, поданих нижче:
|                                                       |  |                                                        |  |                                                         |  |
| «Жінка з віялом», 1909 зразок «сезанівського» кубізму |  | Портрет Канвайлера, 1910 зразок «аналітичного» кубізму |  | «Скрипка та гітара», 1913 зразок «синтетичного» кубізму |  |

Маючи «Авіньйонських дівчат» як відправний пункт, Пікассо і Брак взялися розробляти кубізм як напрямок образотворчого мистецтва, закінчивши переважно цей процес у 1908 році. Кубізм мислився як відхід від «ілюзорності зображуваного», відкидання природного опису на користь абстрагування як композиції, так і струкутури, простору, зрештою змісту твору. Ця техніка, започаткована Пікассо і Браком, мала чимало послідовників, як з їхнього кола, так надалі в інших країнах.
У січні 1908 року Матісс відкрив свою школу, названу Академією його імені (фр. Ácademie Matisse), з іншого ж боку його непокоїли послідовники Пікассо (Брак, Дерен) та приязнь того до Гертруди Стайн, що зростала. На травневому «Салоні незалежних (митців)» (фр. Salon des Indépendants) демонструвались перші композиції в стилі кубізму пензля Андре Дерена та Жоржа Брака, що однак не викликало захоплення в критики, ані коментарів з боку Пікассо, творів якого, як ідейного натхненника нового стилю, не виставляли. По закриттю салона Брак виїздить у селище Л'єстак (L'Estaque) на Французькій Рів'єрі неподалік Марселя аж до вересня ц.р., де влітку створює пейзажі, кубістичні мотиви яких, зокрема, відсутність перспективи і геометричні форми є радше не винайденням митця, а механічним застосуванням прийомів, створених Сезанном.
Сам же Пікассо в цей час переживає нелегкий психологічно період. Навесні від передозування суміші наркотиків у Bateau-Lavoir помер його друг, німецький художник Віґгельс (Wieghels), що спонукало Пікассо та Фернанду кинути вживати опій — вважається, що «Композиція з головою померлого» (ісп. Composición con cabeza de muerto), завершена наприкінці весни, могла бути саме своєрідним спомином-меморіалом на загибель Віґгельса. На літо Пікассо орендує садибу за 60 км північніше Парижа, де не стільки творить, як відновлюється після перенесеного нервового напруження. Таким чином, саме наприкінці весни — влітку Пікассо і Брак паралельно творять у новому стилі, спрощуючи, майже нівелюючі первинні форми предметів, граючись із перспективою, світлотінню, кольорами тощо. У палітрі Пікассо починають переважати гама коричнуватих, сірих і зелених кольорів.

Картина «Три жінки»

На вересневому Паризькому салоні літні пейзажі Брака журі на чолі з самим Матіссом відмітає. Вважається, що са́ме критикуючи ці роботи, Матісс уперше вжив терміни кубіст та кубізм — принаймні зі слів Аполлінера ця версія стає офіційною починаючи з 1912 року. Каталонський письменник Жозеп Палау-і-Фабр (Josep Palau i Fabre) стверджує, що від осені 1908 у творчості Пікассо починається т. зв. «зелений» період: натюрморти, переважно з їстівним, що він малює в цей час, демонструють формальну стилізацію, схожу на сезаннівську, де форми редукуються до конусів, циліндрів та сфер. Ця геометрична стилізація призводила до втрати повноти форми предметів. До кінця жовтня 1908 року Пікассо завершив картину «Три жінки» (Tres mujeres), в якій впливи «африканського» періоду поєднуються з новою стилістикою кубізму.
На експозиції в галереї Даніеля-Генрі Канвайлера (Daniel-Henry Kahnweiler) наприкінці року кубістичні роботи Брака критики сприйняли вже тепліше. Тієї зими Брак і Пікассо майже щодня обмінювалися творчими ідеями, їхня дружба поновилася й зміцніла. Натюрморти з фруктами, майже за Сезанном, — ось тематика творів обох митців — Пікассові «Компотниця» (фр. Le compotier), «Натюрморт з рибинами і пляшками» (ісп. Naturaleza muerta con pescados y botellas). На початку 1909 року Пікассо закінчив полотно «Хлібини і фруктовниця з фруктами на столі» (фр. Pains et compotier aux fruits sur une table). В цей час Пікассо постійно спілкувався та обмінювався ідеями з митцями Андре Дереном і Анрі Руссо.
Попри нерозуміння більшістю людей картин Пікассо, купували їх добре, — митця заповажали колекціонери мистецтва, він — друг Стайнів (які і придбали його «Трьох жінок»), його клієнтами є також швейцарський колекціонер Герман Рупф (Hermann Rupf) і збирач мистецтва Дютільоль (Dutilleul, клієнт Ж.Брака) — таким чином, видається, період матеріальної скрути для Пабло Пікассо минувся безповоротно.
У березні 1909 року в Mercure de France у статті критика Шарля Моріса (Charles Morice) уперше з'явився новий термін кубізм.

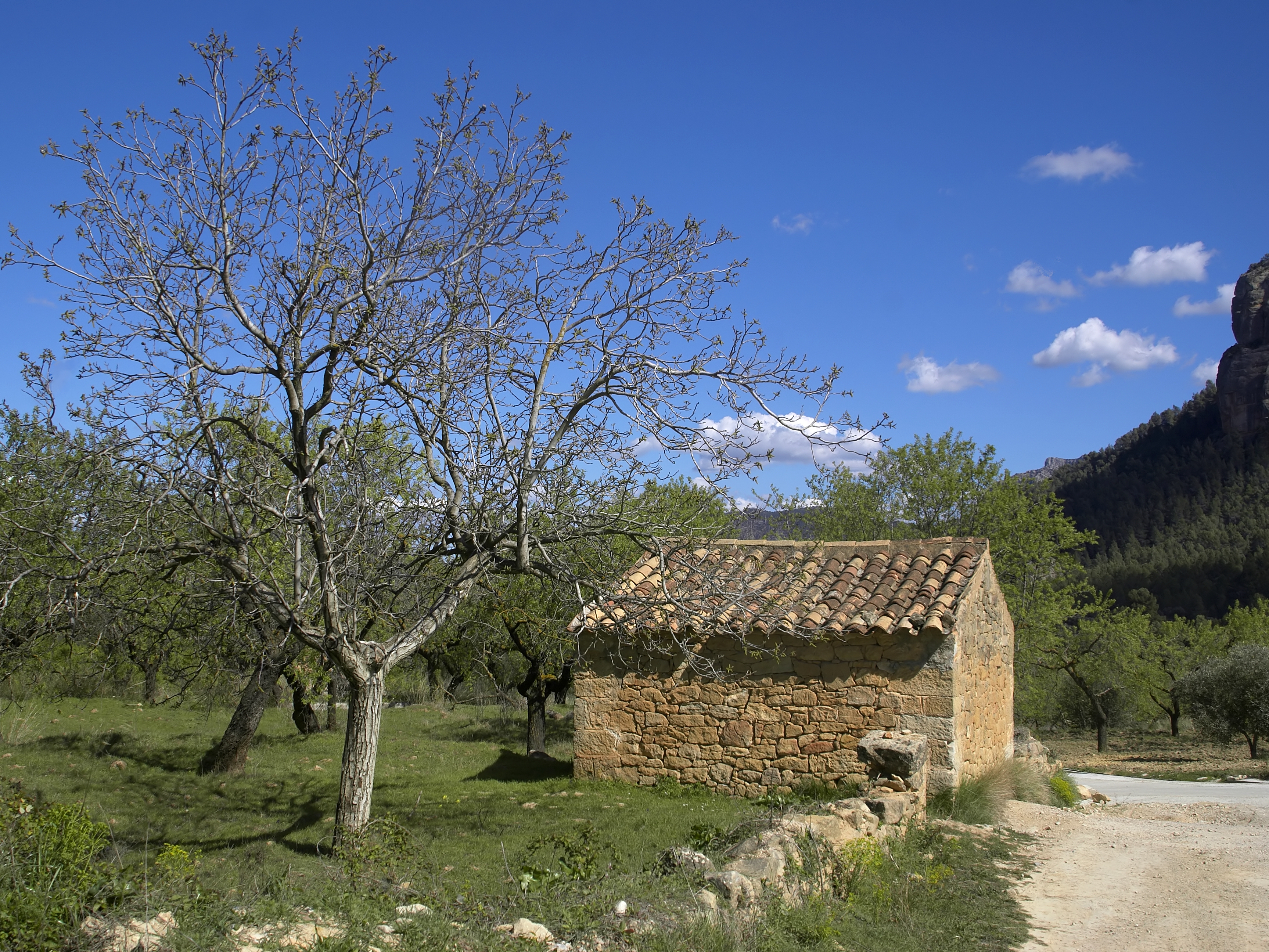
Типовий каталонський пейзаж біля Орта де Ебро (суч. фото, 2008) сам по собі навіює кубістичні асоціації

У травні Пікассо та Фернанда вирушили до Барселони навідати родину й старих знайомих; тут же в майстерні барселонського друга Пікассо намалював портрет Мануела Паллареса. Потім вони переїхали до його садиби в Таррагоні (у селищі Орта де Ебро/Horta de Ebro) — Пікассо опинився у місці, яке свого часу, 11 років тому, дарувало йому творче натхнення. Тут він намалював чимало натюрмортів, численні портрети Фернанди, серед них Femme nue dans un fauteuil та Buste de femme (Fernande), багато пейзажів — Le réservoir (Horta d'Ebre), Briqueterie à Tortosa, Pressoir d'olive à Horta de Sant Joan (L'usine) і Maisons sur la colline (Horta de Ebro). Мистецтвознавці, зазвичай, вважають роботи цього періоду початком аналітичного кубізму. Сам Пікассо пізніше казав:
|  | «Я малював те, про що думав, а не те, що бачив». |

У пейзажах Орта де Ебро пензля Пікассо — відхід від природних форм, простір є аморфним через відмову від традиційної перспективи, плани ламані за рахунок геометризації, гра світла є довільною.
У вересні 1909 року фінансово незалежний Пікассо поселяється в апартаментах № 11 на бульварі Кліші (Clichy) у престижному центрі Парижа. Привезені сюди роботи літнього доробку в новому стилі на виставці, організованій Волларом, критика та публіка сприйняли прохолодно, втім група обраних культуртрегерів на чолі з Г.Стайн і Щукіним і далі їх купують. Замкнувшись у своїй новій студії, Пікассо розробляє концепцію кубізму, який у цей час поділяє не лише з Браком, а й з групою митців з Монмартру — насамперед Дереном, також Фернаном Леже та іспанцем Хуаном Грісом (Juan Gris), а кубізм з конструктивізмом ширяться вже Європою (Казимір Малевич, Піт Мондріан тощо).
Вже 1909 року Пікассо створив низку портретів, в яких, з їхнім особливим розумінням простору, редукцією кольорової гами до сірих, зелених і вохритсих, проглядає концепція аналітичного кубізму, в якому Пікассо створив серію портретів у 1910 році — Амброїза Воллара, Вільгельма Уде (Wilhelm Uhde), Даніеля-Генрі Канвайлера. Роботи ці, попри (а може завдяки) їх відірваності від натури, творилися довго, в численних сесіях з моделями.

«Оголена, яку кохаю. Єва.», 1912

Літо 1910 року Пікассо та Фернанда провели в Кадакесі (Жирона, Каталонія, Іспанія) в будинку біля самого моря, де їм компанію склали Дерен та його дружина. Після відпочинку Пікассо приїхав з купою незакінчених кубістичних робіт, які доводив уже до пуття в Парижі.
Взимку 1910–1911 рр. тривали співпраця і взаємообмін ідеями між Пікассо та Браком, причому подеколи важко визначити, від кого виходили ідеї і навіть відрізнити роботи двох митців, які зрештою прийшли до синтетичного кубізму, який у своєму аналізі об'єктів так відривався від дійсності, що в принципі межував із власне мистецтвом, — митці стояли на порозі винайдення колажу.
У липні 1911 року Пікассо поїхав до Серета (Céret) в Північній (Французькій) Каталонії, а Фернанда Олівьє та Жорж Брак приєдналися до нього в серпні — обидва митці продовжили співпрацю над розробкою кубізму. До Парижа Пікассо повернувся 5 вересня. На паризькому осінньому салоні була представлена зала кубістів, однак робіт винахідників стилю — Пікассо та Брака там не було, що викликало хвилю обурення в критиків і світовій пресі.
Тієї осені 1911 року стались зміни в особистому житті Пабло Пікассо — його стосунки з Фернандою дали тріщину, натомість його подругою і «музою» стала Єва Ґюель (Eva Gouel, справжнє ім'я — Marsel Umber), жив митець у Сереті з наїздами до Парижа.
Перші колажі та перші компіляції Пікассо почав створювати у 1912 році: Nature morte à la chaise cannée, Guitare (s) en carton. 18 травня Пікассо залишив Серет і переїхав до Авіньйона, влаштувавшись у будинку в його передмісті в червні. 18 грудня 1912 року Пікассо та Канвайлер підписали лист-угоду. Знову до Серета Пікассо разом з Євою Ґюель приїхали 10 березня 1913 року.
Цей доволі значний, як на змінюваність у настроях і творчий пошук митця, період у творчості Пікассо став часом творення робіт-колажів у стилі синтетичного кубізму — художник навмисно не приділяє увагу кольору, натомість вільний у тематиці, особливо це унаочнюється на т. зв. «герметичному» етапі — відбувається прощання з натурою, незмінною в ранніших творах митця. Все це завершується «кришталевим» періодом, коли картини обертаються на гру кольорових форм у просторі і глузду геніального художника. Не варто забувати, що на митця не могла не вплинути загальна політична ситуація в Європі, а саме — Перша світова війна, що стала періодом розлучення з багатьма друзями і знайомими (в тому числі і близьким другом і колегою Жоржем Браком), а також особиста драма — тяжка хвороба і передчасна смерть коханки-музи Єви 14 грудня 1915 року.
Мандрівка до Італії, що збіглася в часі із закінченням війни, упродовж якої Пікассо знайомиться з італійським мистецтвом, від давнини, римської доби, Реніченцо і до сучасного йому, а також контракт з Російським балетом зумовили в творчості Пікассо період, який називається «класичним» — геніальний майстер довершеного малюнку приділяє найбільшу увагу людському обличчю з вираженими на ньому емоціями, лишивши все решта в затінку.

### «Класичний» період: Російський балет

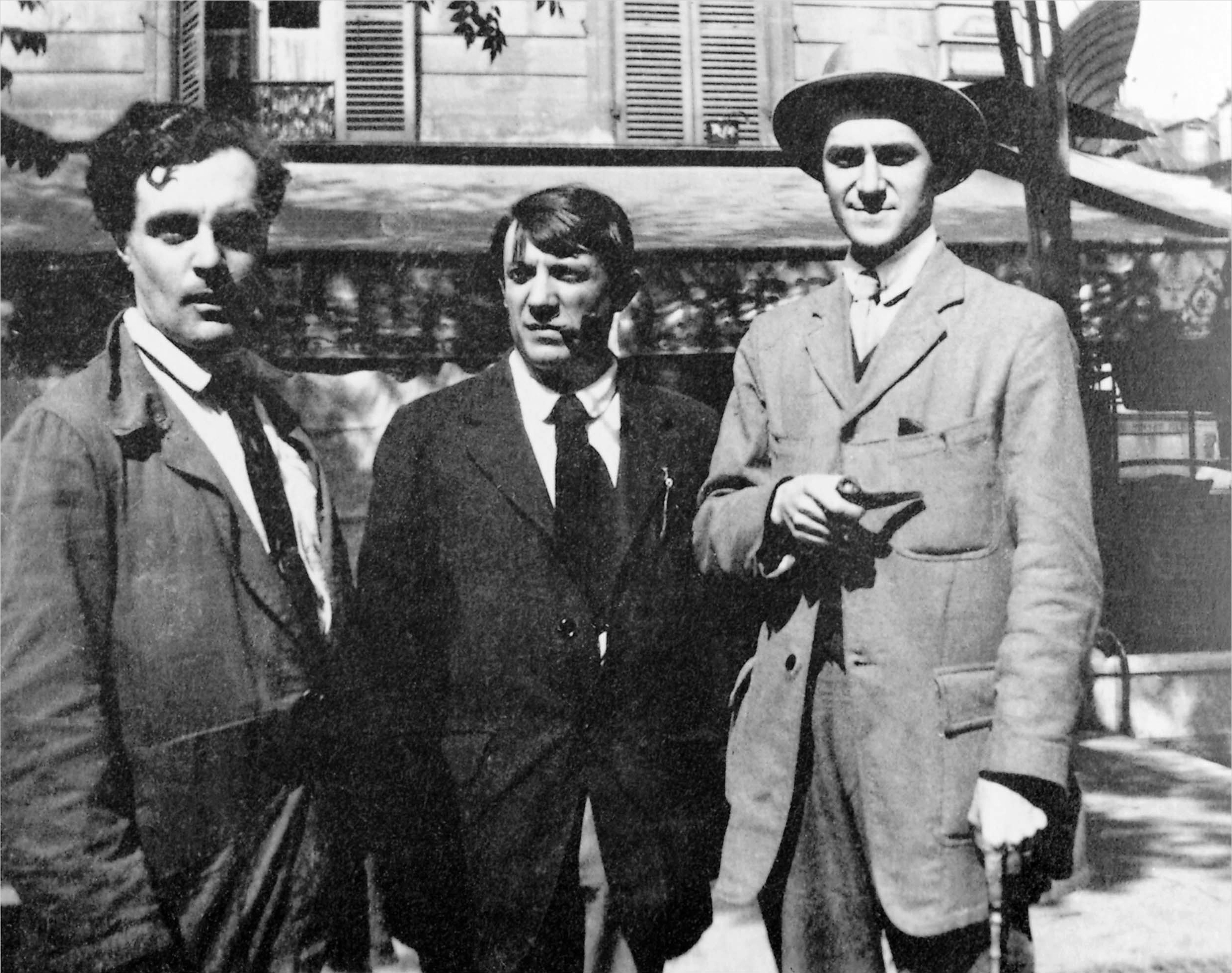
Модільяні (ліворуч), Пікассо (в центрі) і Салмон біля кафе «Ротонда», Париж, 1916

Під час Першої світової війни Пабло Пікассо мешкав у Римі (разом із Жаном Кокто) на вулиці Марґутта (італ. Via Margutta), аж до 17 лютого 1916 року; потім — у Парижі. Серед створених картин цього часу — El italiano, El arlequín і La mujer del collar.

Портрет Ольги Хохлової «Портрет Ольги в кріслі», 1917

На початку весни 1917 року Кокто, що співпрацював тоді з Російським балетом, представив Пікассо Сергієві Дягілєву. Са́ме останній запропонував Пікассо створити ескізи декорацій до майбутнього балету. Розпочавши працю над декораціями, Пабло Пікассо знайомиться з багатьма музикантами і театралами, зокрема з композитором і диригентом Ігорем Стравінським, учасниками трупи Дягілєва тощо. Пікассо закохався в балерину трупи Ольгу Хохлову й підтримував із нею романтичний зв'язок.
Наприкінці березня 1917 року Пікассо вирушив у творчу подорож до Неаполя і Помпеїв. Повернувся лише наприкінці квітня. 18 травня відбулася прем'єра постановки Леоніда Мясіна балету «Парад» з декораціями авторства Пікассо. Також Пікассо створив ескізи декорацій Російського балету Дягілєва (на музику Еріка Саті). Пізніше, в червні 1917 року, Пікассо вирушив з трупою Дягілєва і Ольгою до Мадрида, а 12 липня на його честь влаштували бенкет у Барселоні.
Від 23 січня до 15 лютого 1918 року Пікассо та Матісс виставляли свої роботи в паризькій галереї Поля Гійома (Paul Guillaume).
12 липня 1918 року Пабло Пікассо і Ольга Хохлова взяли шлюб з вінчанням у російській православній церкві в Парижі. Жан Кокто, Макс Жакоб і Гійом Аполлінер виступили на весіллі митця як свідки.

«Купальниці» (1918)

Улітку 1918 року Пікассо відвідав Біарриц — так з'явилась картина «Купальниці» (Las bañistas).
У травні 1919 року Пікассо виїхав до Лондона, щоб працювати над декораціями до балету El Tricornio на музику Мануеля де Фальї (Manuel de Falla).
Улітку 1919 року Пікассо знову в Біарриці, згодом разом з Ольгою у Сен-Рафаелі на Лазурному узбережжі.
Створювані Пікассо в цей час картини є далекими від кубізму — вони мають прозорі обриси, легкі тони, правильні риси облич і фігур, через що зазначений період у творчості Пікассо називають «реалістичним» або «класичним/неокласичним». Митця страшенно критикують за зміну творчого стилю, як це було і з кубізмом. На всі закиди художник відповів у одному з тогочасних інтерв'ю:
|  | «Щоразу, коли я хочу щось сказати, я кажу це в той спосіб, який відповідає моїм відчуттям, як це слід сказати» |

4 лютого 1921 року народився первісток Пабло й Ольги — також Пабло.
Літо 1921 року Пікассо разом з Ольгою та немовлям провів у Фонтенбло. Тоді художник написав картини «Жінки біля джерела» (ісп. Las mujeres en la fuente) і «Троє музик» (ісп. Los tres músicos). У червні 1922 року під час відвідин Бретані митець створив одну з найвідоміших своїх тогочасних робіт «Дві жінки, що біжать пляжем» (ісп. Dos mujeres corriendo por la playa). У грудні того ж року намалював декорації до «Антіґони» Кокто. 1923 року літні вакації Пікассо провів на Лазурному березі, написавши картину «Флейта Пана» (La flauta de Pan); наступного, 1924-го влітку митець знову на півдні Франції — працював над своєю книгою Carnet de dessins abstraits, намалював картину Paul de arlequin.
У атмосфері всенародного визнання і популярності, а також фінансової стабільності 1920-х років Пабло Пікассо створює картини, позначені поверненням до фігуризації та класицизму, власне неокласицизму (Tres mujeres en la fuente, 1921), та навіяні міфологічними сюжетами (La flauta de Pan, 1923).

### Сюрреалізм
1925 рік став роком радикальної зміни напрямку у творчості Пікассо. Митець починає малювати агресивні картини, майже брутальні, зображуючи деформовані тіла, постаті в конвульсивних позах, що згинаються під тиском сліпої люті та скаженої істерики (Mujer en un sillón, 1926; Bañista sentada, 1930). В дечому творчі пошуки Пікассо цього періоду (1925—36 рр.) відображають важкий період його сімейного життя й сигналізують про подальший розвиток особистості самого митця. Безперечно, художник у цей час близький до сюрреалізму, але має свій власний неповторимий шлях, що є прагматичнішим і глибшим за «сновидіння на полотні», які намагалися втілити «чисті сюрреалісти».

«Танець», 1925

У червні-липні 1925 року Пікассо завершив роботу над картиною «Танець» (ісп. La danza) і намалював «Купальницю» (фр. Le Baiser). 14 листопада ц.р. він узяв участь у першій виставці сюрреалістів у Галереї П'єр (Galerie Pierre).
Наприкінці 1926 року митцем створена картина «Митець та його модель» (ісп. El pintor y su modelo), позначена, на думку мистецтвознавців, враженням від зустрічі з новою «музою» Пікассо Марі-Терезою Вальтер. Під час першої зустрічі дівчині було лише 17 років, але саме їй судилося стати новим великим коханням художника. Для неї Пікассо згодом придбає замок Божело (Boaugeloo), де вона тривалий час існуватиме лише для нього, будучи його вірною подругою і моделлю, героїнею картин «Дзеркало», «Дівчина перед дзеркалом» (обидві — 1932), скульптури «Жінка з вазою» (нині розміщена на усипальниці художника). 1935 року Марі-Тереза дасть життя дочці Пікассо Майї, але вже напередодні 1936 року Пікассо покине пані Вальтер із немовлям, і це при тому, що офіційно митець лишатиметься нерозлученим з Ольгою Хохловою аж до її смерті 1955 року.
У січні 1928 року Пікассо виконав великий колаж «Мінотавр». Потребуючи технічної допомоги для створення скульптур із заліза, художник започаткував творчу співпрацю з каталонським скульптором Хуліо Гонсалесом (Julio González), знайомим йому ще за періодом барселонської кав'ярні «Чотири кота», що жив у Парижі, починаючи від 1900 року. Цей творчий союз, що тривав напротязі 1928 — липня 1932 років виявився доволі плідним: наприклад, скульптура «Жінка в саду» (ісп. La mujer en el jardín, весна 1929 року).
Літо 1929 року митець востаннє провів у Бретані. Пікассо намалював «Оголену в червоному фотелі» (фр. Grand nu au fauteuil rouge), а у лютому 1930 року картину «Розп'яття». У січні 1931 року створив полотно «Дві постаті на краю моря» (фр. Deux figures au bord de la mer), у березні — «Натюрморт на круглому столику» (фр. Nature morte sur un guéridon). У цьому році також було опубліковано дві важливі книжки, проілюстровані Пікассо: «Метаморфози» Овідія (Лозанна: Skira) та Le Chef d'œuvre inconnu Оноре де Бальзака (Париж: Ambroise Vollard).

«Жінка з квіткою», 1932

Влітку 1931 року Пабло Пікассо придбав замок Божело (80 км на північний схід від Парижа), і осів там з Марі-Терезою. На цей час припадають численні роботи митця, натхненні Вальтер, — зокрема, портретні картини («Дівчина перед дзеркалом», «Жінка з квіткою» — обидві 1932 року) та скульптури голів Марі-Терези.
У цей же час, а саме наприкінці червня 1932 року демонструвалась ретроспектива картин Пікассо в паризькій Галереї Жорж Петі (Georges Petit), потім у виставковій залі в Цюриху (Швейцарія).
У 1932–1934 роках Пікассо, захопившись скульптурою, створив серію сюрреалістичних творів: «Жінка, що лежить» (1932), «Чоловік з букетом» (1934), а також продовжував створювати металічні конструкції за участю Х.Гонсалеса.
Літні вакації 1933 року митець провів у Каннах з Ольгою та сином Пабло.
Від вересня 1933 року Пікассо знову звернувся до теми кориди (картина «Смерть тореро» / ісп. La muerte de un torero). Особливо був відданий їй у період від червня до вересня 1934 року — серія малюнків, картин і гравюр, що забражують биків. Натхненням до роботи була і поїздка в серпні 1934 року (разом з Ольгою та Пабло) до Іспанії, де відвідував бої биків у Бургосі та Мадриді, оглянув Музей каталанського мистецтва у Барселоні тощо. До того часу належать також скульптури Femme au feuillage та Femme à l'orange.
У червні 1935 року Пікассо знову покинув Ольгу, а в жовтні народилась його дочка з Марі-Терезою Вальтер Майя.
Митець продовжує працювати над темою Мінотавр-тавромахія (як у живописі, так і гравюрі).
У 1936 році, році початку Громадянської війни в Іспанії, Пікассо отримав посаду директора найбільшого в Іспанії мадридського художнього музею Прадо, але вже на початку серпня покинув Мадрид, виїхавши до Мужена. Тоді ж він зустрівся зі своєю новою «музою» — югославкою Дорою Маар.

### Пацифізм: «Герніка», ІІ Світова війна і зв'язки з комуністами
Від 1930-х років у творчості Пікассо з'являється його ключовий аспект і зображення — «бик, Мінотавр». Митець створив серію робіт із цим персонажем (цикл «Мінотавромахія», 1935), виклавши власну версію цього відомого міфу. Згідно з Пікассо, бик/Мінотавр уособлює вбивчу руйнівну силу, взагалі війну і смерть. Цей образ відтоді присутній у багатьох наступних творах митця.

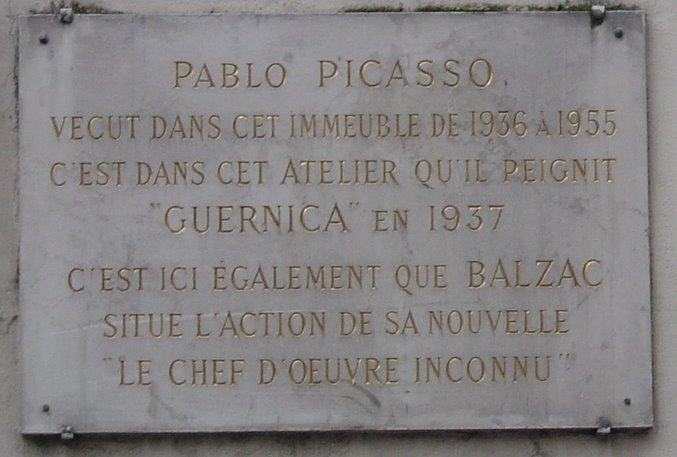
Дошка на будівлі готелю на Rue des Grands-Augustins у Парижі: "Пабло Пікассо жив у цьому приміщення в період 1936—1955 рр. У цій студії він намалював «Герніку» у 1937 році

У січні 1937 року каталонський архітектор Жозеп Люїс Серт (Josep Lluis Sert) звернувся до Пікассо з пропозицією оформити великий мур для павільйону Другої Іспанської Республіки на міжнародній виставці у Парижі 1937 року. Законно обраний уряд протистояв націоналістам на чолі з Франсіско Франко, яких підтримували німецькі націонал-соціалісти й італійські фашисти, й прагнув, в тому числі і використовуючи майданчик міжнародної виставки і засоби мистецтва, показати світові, що саме вони, республіканці, є виразниками іспанського народу, його ідей та сподівань.
Пікассо, який ще в 1936 році прийняв запрошення тодішнього президента Республіки Мануеля Асаньї обійняти посаду почесного голови Музею Прадо, спочатку поставився до пропозиції Серта стримано, як через значний обсяг робіт, так і через відверту невтягнутість у ранніші часи в проєктах, які мали пропагандистський характер. Однак згодом охоче прийняв її.
Саме Дора Маар знайшла у лютому 1937 року велику студію у будинку № 7 по вулиці Гранз-Оґюстен (фр. rue des Grands-Augustins) для того, щоб Пікассо міг виконати проєкт.

«Герніка», 1937

Картина «Герніка» стала апогеєм творчості митця цього періоду й однією з найвідоміших у доробку художника. Твір є протестом проти фактично повної руйнації міста Герніка в Басконії (на півночі Іспанії) 26 квітня 1937 року під час його авіабомбардування союзниками генерала Франко — німецькими та італійськими фашистами в ході Громадянської війни в Іспанії. Це — велике (бл. 8 завдовжки і 3,5 метрів заввишки) монохромне (чорна, біла і сіра фарби) полотно виконано в характерній для Пікассо сюрреалістичній манері. Писати картину художник почав 1 травня 1937 року. Процес написання полотна, який розтягнувся до закінчення червня, доволі докладно зафіксувала на фотоплівці тогочасна пасія митця Дора Маар, яка, власне, і відома цим, насамперед. Полотно символізує жахіття війни, трагедію смертей тисяч ні в чому неповинних жертв військового протистояння. Саме його і виставили на Іспанському Республіканському павільйоні на Всесвітній виставці у Парижі того ж року.
Збереглась така байка-свідчення, пов'язана з картиною. Німецькі офіцери зробили обшук у помешканні Пікассо і, побачивши на столі світлину «Герніки», запитали: «Чи Ви зробили це?» На що Пікассо парирував: «Ні, не я. Це зробили ви».
Див. також: Герніка (картина)

Портрет Дори Маар, 1942

Цього ж, 1937 року, Пікассо створив низку естампів, проникнутих підтримкою республіканців і несприйняттям режиму Франко, серед яких осібне місце належить картині «Мрії і побрехеньки Франко» (ісп. Sueños y mentiras de Franco) — генерал-диктатор змальовується митцем як бездушна, підла і гротескно збільшена «машина вбивств і нещасть». У червні ц.р. Пікассо ілюстрував поему під тією ж назвою карикатурами на Франко.
У червні 1938 року Пікассо поїхав з Дорою Маар до Мужена. У липні наступного, 1939 року, митець разом з коханою вирушив до Антібу, де деякий час жив з експресивним художником Ман Реєм — так з'явилась картина «Нічна рибалка у Антібі» (фр. Pêche de nuit à Antibes). Від вересня 1939 до початку 1940 року Пікассо, перебуваючи в Руайяні на Атлантичному узбережжі, намалював картину Séquence de femmes au chapeau.
Під час Другої світової війни Пабло Пікассо жив у різних місцях Франції. У цей час він підтримував Французький рух Опору, зокрема, поділяв погляди комуністів, навіть 1944 року долучився до лав Комуністичної партії Франції. Твори митця цього періоду (між 1942 і серединою 1944 років) — все ті ж голови биків, жахіття війни, біль і трагедії, які вона несе.
У травні 1943 року Пікассо познайомився з Франсузою Жільо, яка стала черговим захопленням митця. Паризьке повстання у серпні 1944 року Пікассо пережив з Марі-Терезою Вальтер. У жовтні цього ж року на осінньому салоні демонструвалась ретроспектива картин Пікассо. Влітку 1945 року художник розстався з Дорою Маар, і вже у листопаді до нього жити переїхала Франсуаза.
По закінченні війни картини Пікассо стають більш оптимістичними, життєрадісними, як це видно навіть із назви циклу його робіт 1946 року «радість жити», власне яку і відчував митець. Зв'язки з комуністами позначились, меншою чи більшою мірою, на повоєнній творчості і доробку Пікассо (між 1946 і 1953 роками).

### Післявоєнний час: Валлоріс

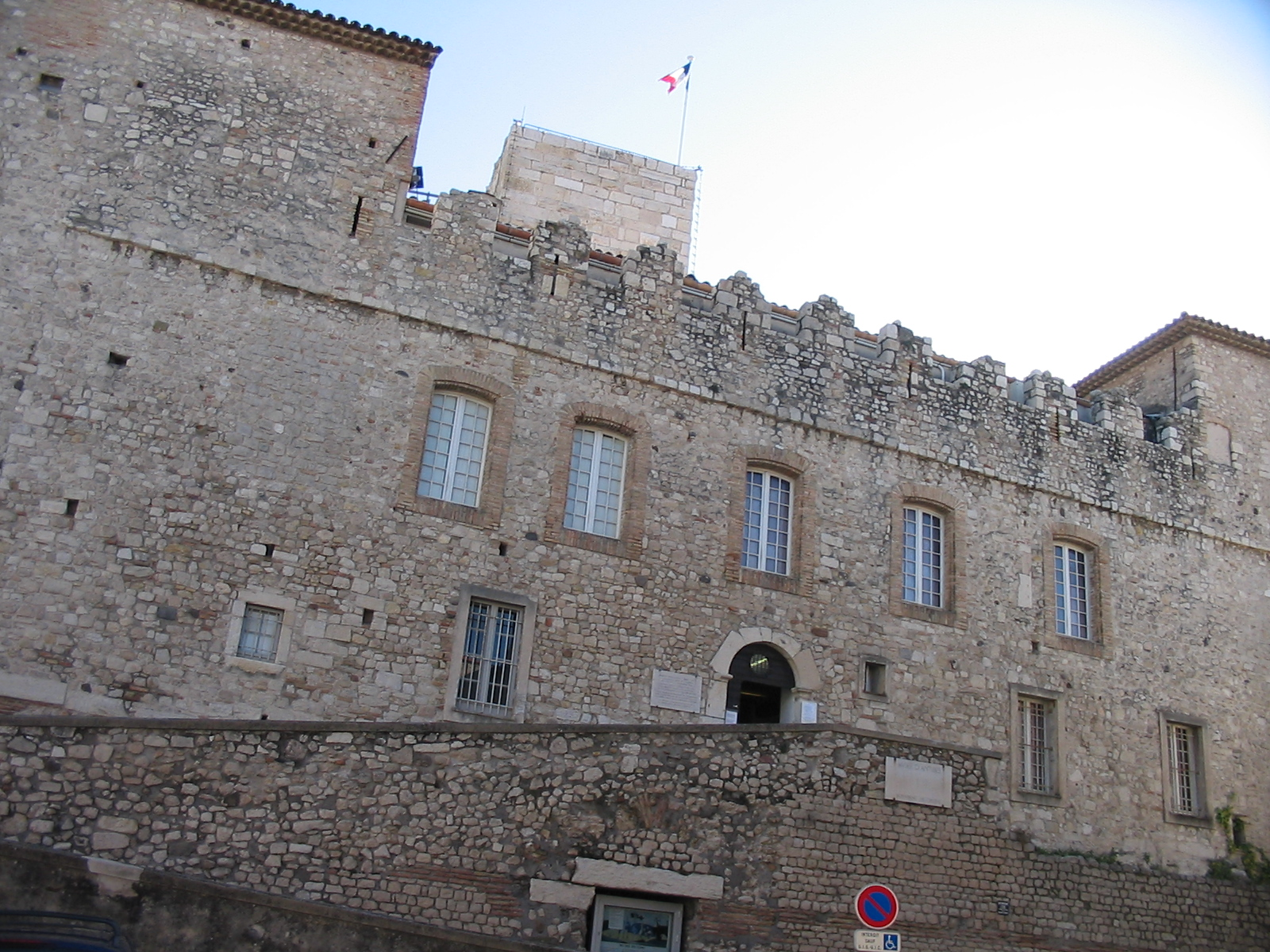
Палац Ґримальді в Антібі, де нині працює міський музей Пікассо

1946 року Пабло Пікассо створив монументальний ансамбль з 27 панелей і картин для замку Ґримальді в Антібі (згодом тут розміститься міський музей художника). Панель-триптих у першій залі має назву «Радість життя» (назву запозичено в «колеги по цеху» Матісса). Всі роботи циклу репрезентують гармонію природи та екзистенції: змальовані Пікассо фавни, русалки, кентаври, інші казкові та міфологічні створіння відбивають почуття задоволення життям художника та його особисте щастя від союзу із Франсуазою.
Від 1947 року Пікассо майже постійно жив у Валлорісі на півдні Франції. Художник і далі створював картини і гравюри на тему міфологічних персонажів, а також натюрморти, крім того, приділяв активну увагу ілюструванню.
15 березня 1947 року Франсуаза народила сина, якого назвали Клодом. Пабло і Франсуаза щоразу менше часу проводять у паризькій студії, і все надовше лишаються у Валлорісі, зокрема і в курортному Ґольф-Жуані (Golfe-Juan), де серед іншого Пікассо віддається творчості в гончарні місцевого кераміста Жоржа Рамі (Georges Ramié). Пабло Пікассо фактично вдається відновити гончарне виробництво містечка й повернути йому славу осередка гончарства, яку воно втратило ще напередодні Першої Світової війни — у період між жовтнем 1947-го і 1948-м роками в гончарні вироблено близько 2 тисяч предметів, причому Пікассо запроваджує новації в гончарному виробництві, як формальні, так і технічні. На цей час припадає незначне число робіт Пікассо в живописі та гравюрі, переважно ілюстрування.

Портрет Франсуази Жільо роботи Пабло Пікассо, 20 травня 1946 року

Навесні 1948 року Пікассо та Франсуаза полишили апартаменти, які займали в Гольф-Жуані, і Пікассо розпочав тривалу, від травня до листопада, роботу над ілюструванням (38 гравюр і 4 акватинти) новели «Кармен» Проспера Меріме. Влітку митець з коханою жінкою в'їхали до затишної садиби Ґалуаз (фр. La Galloise) біля підніжжя відрогів, що оточують Валоріс. Франсуаза розпочинає плідний відкритий творчий діалог з Матіссом шляхом листування і безпосередніх відвідувань художника. Пікассо в цей час дописав поему на 6 актів «Четверо малих синів» (фр. Les Quatre Petites Filles), роботу над якою розпочав у листопаді 1947 року.
25 серпня 1948 року Пікассо вирушив на Конгрес інтелектуалів за мир у Вроцлаві (соціалістична Польща). Повернувся у Валоріс усередині вересня. А вже в жовтні повертається до паризької студії, а Франсуаза знову вагітна.
Пікассо починає працювати над темою «жінка-квітка» (раніше освоєної митцем) і серією натюрмортів. Малює версії картини «Кухня» (фр. La Cuisine) — лінійні композиції, побудовані ритмічними і сильними лініями, з кольоровою «скупістю». У грудні цього ж року пише декілька портретів свого сина Клода й починає створювати (до січня 1949 року) цикл з 27 штамповок «Жі́нки, що сидить у фотелі» (фр. Femme assise dans un fauteuil) — у роботах серії Франсуаза сидить у фотелі в пальті, придбаному для неї Пікассо в Польщі під час роботи Конгресу. Також продовжує написання натюрмортів з ракоподібними — Nature morte au poron, Le grand homard rouge.

«Голуб миру», 1949

Дон Кіхот, малюнок Пікассо для журналу Луї Арагона Les Lettres Françaises (1955 р.): випуск тижневика був присвячений 350-річчю великого роману.

У лютому 1949 року французький письменник-комуніст Луї Арагон унадився до паризької студії Пікассо, щоб відібрати малюнок, який би міг стати плакатом-символом Світового Конгресу партизанів за мир, що мав урочисто відбутися в квітні того ж року. Малюнок синім олівцем «Голуб» (фр. La colombe) упав у око Арагону — саме йому судилося стати однією з найвідоміших робіт митця, яку всі знають під назвою «Голуб миру» (ісп. La paloma de la paz). 1950 року за цей яскравий твір антивоєнної тематики митець удостоївся міжнародної премії миру.
У березні 1949 року Пікассо започаткував цикл портретів Франсуази під загальною назвою «Жінка, що сидить» (фр. Femme assise). Навесні на якийсь час повернувся до Валлоріса і придбав приміщення колишньої фабрики парфумів, щоб використовувати його як майстерню і під склад для керамічних виробів, виробництвом яких дуже захопився, та усіляких штуковин і непотрібу, до збирання яких завжди був не байдужий. Митець у цей період, крім гончарства, зосереджує свої творчі зусилля в скульптурі, а також створює низку робіт під впливом творчості Лукаса Кранаха Старшого: літографії Vénus et l'Amour (Cranach), Jeune fille inspirée par Cranach і David et Bethsabée (Cranach) VII.
19 квітня 1949 року, в день відкриття Конгресу за мир, народилась друга дочка Пабло Пікассо — са́ме тому батьки вирішили наректи її Паломою (ісп. Paloma «голубка») — на честь символу, який створив її батько і що прикрашав тоді чи не всі вулиці Парижа. Після пологів Франсуаза відновлює свою діяльність як художниця, і Канвайлер пропонує їй ексклюзивний контракт на придбання її творів. А в Пікассо між тим захоплення скульптурою іде на другий план, натомість знову прокидається інтерес до живопису — за джерело натхнення правлять його та Франсуазині діти Клод і Палома. Восени родина знову приїздить до Валлоріса, і Пікассо, втративши на якийсь час зацікавлення до гончарні, працює з бронзою. І наступного, 1950 року, він відданий здебільшого скульптурі, в якій у цей час відчутними є африканські мотиви.
Взагалі у цей, «Валлоріський» час, Пікассо створив велике число керамічних виробів під своєю власною маркою, переважно антропоморфічних горщиків, і бронзових скульптур, чимало з яких дотепер зберігаються в містечку. Ці роботи експонувалися на місцевій виставці 6 серпня 1950 року.

«Вбивства у Кореї», 1951

15 січня 1951 року митець створив своє відоме пацифістське полотно «Вбивства у Кореї» (ісп. Masacre en Corea), що стало своєрідним митецьким відгуком на події Корейської війни.
1952 року у Валлорісі митець розписує стіни старовинної каплиці символічно-алегоричними образами, що уособлюють мир і війну, назвавши свою роботу «Храм миру».
1953 року Пабло Пікассо пережив нову особисту драму — від нього пішла Франсуаза з обома дітьми, втомившись від непростої вдачі Пабло і його постійної невірності. Пікассо важко переживав розрив із Франсуазою, що відобразилось у його доробку того періоду — на деяких його малюнках контрастують постаті потворного старого коротуна і прекрасної юнки.
У квітні 1954 року Пікассо виконав портрети Sylvette David. У грудні того ж року розпочав серію варіацій на тему картин Делакруа.
У травні 1955 року Пабло Пікассо облаштувався разом з новим коханням Жаклін Рок (Jacqueline Roque) на віллі «Каліфорнія» в Каннах. У червні цього року в Музеї декоративних мистецтв відбулася ретроспектива його творів. Протягом літа співпрацював з французьким режисером Анрі-Жоржем Клузо (Henri-Georges Clouzot) над автобіографічною стрічкою «Таємниця Пікассо» (фр. Picasso Mystère).

«Дівчата», 1957

У 1956 році Пікассо створив «Купальників» (ісп. Los Bañistas) — скульптури з дерева, які згодом вилив у бронзі. Також намалював "Майстерню «Каліфорнію» (ісп. El taller de la California).
17 серпня 1957 року Пабло Пікассо почав роботу над картиною «Дівчата» (ісп. Meninas).
У ранзі сталого митця зі світовою славою Пабло Пікассо 1958 року отримав замовлення оформити стіну будівлі ЮНЕСКО в Парижі. І 29 березня ц.р. митець представив публіці декоративну монументальну композицію «Падіння Ікара».

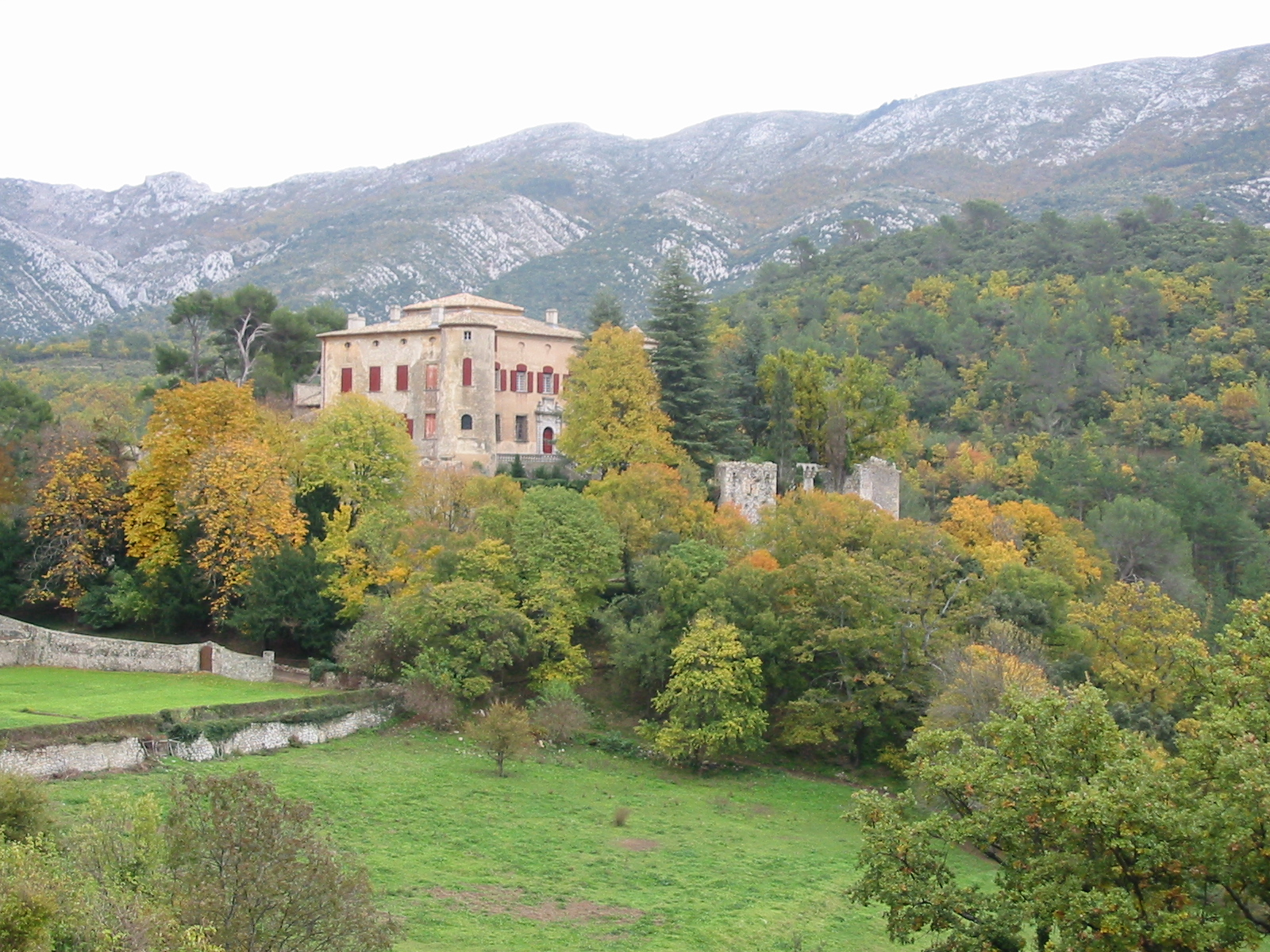
замок Вовенарґ

У вересні того ж року Пікассо придбав замок Вовенарґ (Vauvenargues), де намалював полотно «Каннська затока».
2 березня 1961 року у Валлорісі 80-річний Пабло Пікассо взяв шлюб з 34-річною красунею Жаклін Рок. Вона стала його останнім «натхненням» до життя і творчості. Для себе і коханої митець придбав віллу Notre-Dame-de-Vie в Мужені біля Канн, де усамітнився й віддався творчості.

### Останні роки життя: Мужен

Автопортрет, 1965

У Мужені Пабло Пікассо продовжує створювати варіації на теми полотен відомих митців (Моне, Гоя, Веласкес) у властивій йому вільній кубістичній манері, а також створює роботи: La Femme aux bras écartés, La silla, La mujer y los niños, Los Futbolistas тощо.
У листопаді 1962 року Пікассо написав полотно «Викрадення сабінянок» (ісп. El rapto de las sabinas).
Велика виставка-ретроспектива робіт Пікассо мала місце у паризьких Великому і Малому палацах 19 листопада 1966 року.
Для останнього періоду творчості художника (1960–1965 рр.) характерні жіночі портрети (портрети Жаклін Рок) та автопортрети. Жаклін залишалась останньою, до кінця вірною Пікассо жінкою. Вона турбувалась про художника, стежила за його самопочуттям, коли він хворів (наприкінці життя Пабло майже цілком осліп і перестав чути).
На схилі життя Пікассо так казав про смерть:
|  | «Я весь час розмірковую про смерть, це єдина жінка, яка була вірною мені протягом усього життя». |

Пабло Пікассо, геніальний митець XX століття і мультимільйонер, помер 8 квітня 1973 року в Мужені на 91-му році життя від інфаркту міокарда, який ускладнився набряком легень. Його поховали біля власного замку Вовенарґ.
Заповіту Пабло Пікассо по собі не залишив, саме тому претенденти на спадщину митця — два сини і дві дочки Пікассо від різних жінок, його остання офіційна дружина Жаклін Рок та двоє онуків художника — діти найстаршого сина Поля почали довготривалу судову тяганину із залученням 14 адвокатських контор та значної кількості експертів і фахівців. Врешті-решт суперечка за спадщину геніального митця, за пропозицією наймолодшого сина Клода, вирішилась у доволі оригінальний спосіб — її розіграли в лотерею. Звичайно, перш ніж її проводити, було визначено, які частки мають отримати спадкоємці, й проведено повний опис спадщини Пікассо, який затягнувся на 4 роки.
Найвідомішим спадкоємцем Пабло Пікассо стала його дочка Палома Пікассо — дизайнер і парфумер. Онука митця Марина Пікассо видала книгу спогадів про свого знаменитого діда під невибагливою назвою «Дідусь», що вийшла 2001 року в оригіналі французькою і в перекладі англійською мовою, існує також російський переклад, що побачив світ 2006 року, втім, авторка закцентувала увагу на самодурстві, екстравагантності та скупердяйстві геніального родича.

## Творчий доробок
Пабло Пікассо лишив по собі понад 80 000 робіт (за іншими підрахунками, що не включають малюнків, ескізів, керамічних творів та незавершених робіт — близько 20 000; досі на різних аукціонах «спливають» невідомі, переважно невеликі роботи Пікассо).
Нижче наведено перелік головних картин митця (подаються оригінальні назви; причому якщо назва фігурує і іспанська, і французька, подається іспанська назва):
| - La primera comunión (1895—1896) - Mujer con mantilla (1894) - Autoretrato mal peinado (1896) - Autoretrato con el pelo corto (1896) - Autoretrato (1899—1901) - Autoretrato Yo, Picasso (весна 1901) - Maternidad, Picasso (1901) - La muerte de Casagemas (1901) - Autoretrato: Yo (1901) - En un café (1902) - Autoretrato 1901 (кінець 1901) - la Sra. Soler (1903) - Dama en Eden Concert (1903) - Repasseuse (1903) - La Tragedia (1903) - La vida (1903) - Retrato de Jaime Sabarté (1904) - Retrato de Suzanne Bloch (1904) - Chico con pipa (1905) - Arlequin, sentado (1905) - Los Saltimbanquis (1905) - La Femme à l'éventail (1905) - Garçon á la Collerette (1905) - Retrato de Benedetta Canals (1905) - Retrato de Gertrude Stein (1906) - Cabeza de hombre joven (1906) - Cabeza de mujer (1906) - Dos desnudos (1906) - Autoretrato (весна 1906) - Autoretrato (літо 1906) - Autoretrato con la paleta (літо/осінь 1906) - Marin, roulant une cigarette (1907) - Autoretrato (літо 1907) - Las señoritas de Avignon (1907) - Desnudo amarillo (1907) - Coupe des fruits avec des poires et des pommes (1908) - Casas sobre una colina (Horta de Ebro) (1909) - Mujer en verde (1909) - Cabeza de mujer (Fernanda) (1909) - Retrato de Georges Braque (1910) - L'Accordéoniste (1911) - Violon (1912) - Nature morte à la chaise cannée (весна 1912) - Guitare et journal (1916) - Arlequin (1917) - Olga Kokhlova à la mantille (1917) - Las Bañistas (1918) - Nature morte devant une fenêtre à St. Raphael (1919) - Retrato de la familia Sisley (1919) - Baignants (1920) | - Los Tres Músicos (1921) - Maternidad (1921—1922) - Retrato de Paulo con gorro blanco (1923) - Olga au col de fourrure (1923) - Paul en Arlequin (1924) - Nature morte à la charlotte (1924) - Buste de jeune fille (1926) - Marie-Thérèse à 21 ans - Grand nu au fauteuil rouge (1929) - Le Sculpteur (1931) - La Lecture (1932) - Corrida: la mort de la femme torero (1933) - Minotauromachie (1935) - Femmes lisant (1935) - La Dépouille de Minotaure en costume d'Arlequin - Guernica (1937) - Maya à la poupée (1937) - Femme assise sur la plage (1937) - Maya à la poupée et au cheval de bois (22 січня 1938) - La femme qui pleure (1937) - Portrait de femme au col vert (1938) - Dora Maar au chat (1941) - La paloma de la paz (1949) - Buste de femme, les bras croisés derrière la tête (1939) - Le Pull-over jaune (1939) - Femme dans un fauteuil (1946) - La Joie de vivre (1946) - La Colombe de la paix (1949) - Massacre en Corée (1951) - Madame Z ou Jacqueline aux fleurs (1954) - Jacqueline au rocking-chair (1954) - Jacqueline assise (1954) - Jacqueline en costume turc (квітень 1955) - Jacqueline assise (1955) - Las Palomas (1957) - Las meninas (1957) - Portait de Jacqueline (11 лютого 1961) - Homme assis (autoretrato) (1965) - Le Matador (1970) - Baigneuse (1971) - Autoportrait (30 червня 1972) - Tête d'Arlequin - Mousquetaire et nu assis |

Значні досягнення Пабло Пікассо в графіці, скульптурі, ілюструванні книжок, сценічному оформленні, кераміці тощо. Митець відомий і як поет та філософ, громадський діяч.
див. також: Графіка Пабло Пікассо.

## Значення і вшанування
Пабло Пікассо є одним з найвидатніших митців ХХ століття — його творчість, багато в чому новаторська, вплинула на чимало напрямків розвитку мистецтва й на культуру в цілому всього сучасного людства.
Вже за життя художник зажив всесвітньої слави і значного багатства. Пабло Пікассо удостоєний Міжнародної премії миру в 1950 році. За підтримку комуністичних ідей у Європі (офіційно — «За зміцнення миру між народами») в 1962 році митцю було присуджено радянську Міжнародну Ленінську премію.
На честь художника названо астероїд 4221 Пікассо.

### Доробок Пікассо в музеях світу і поза ними

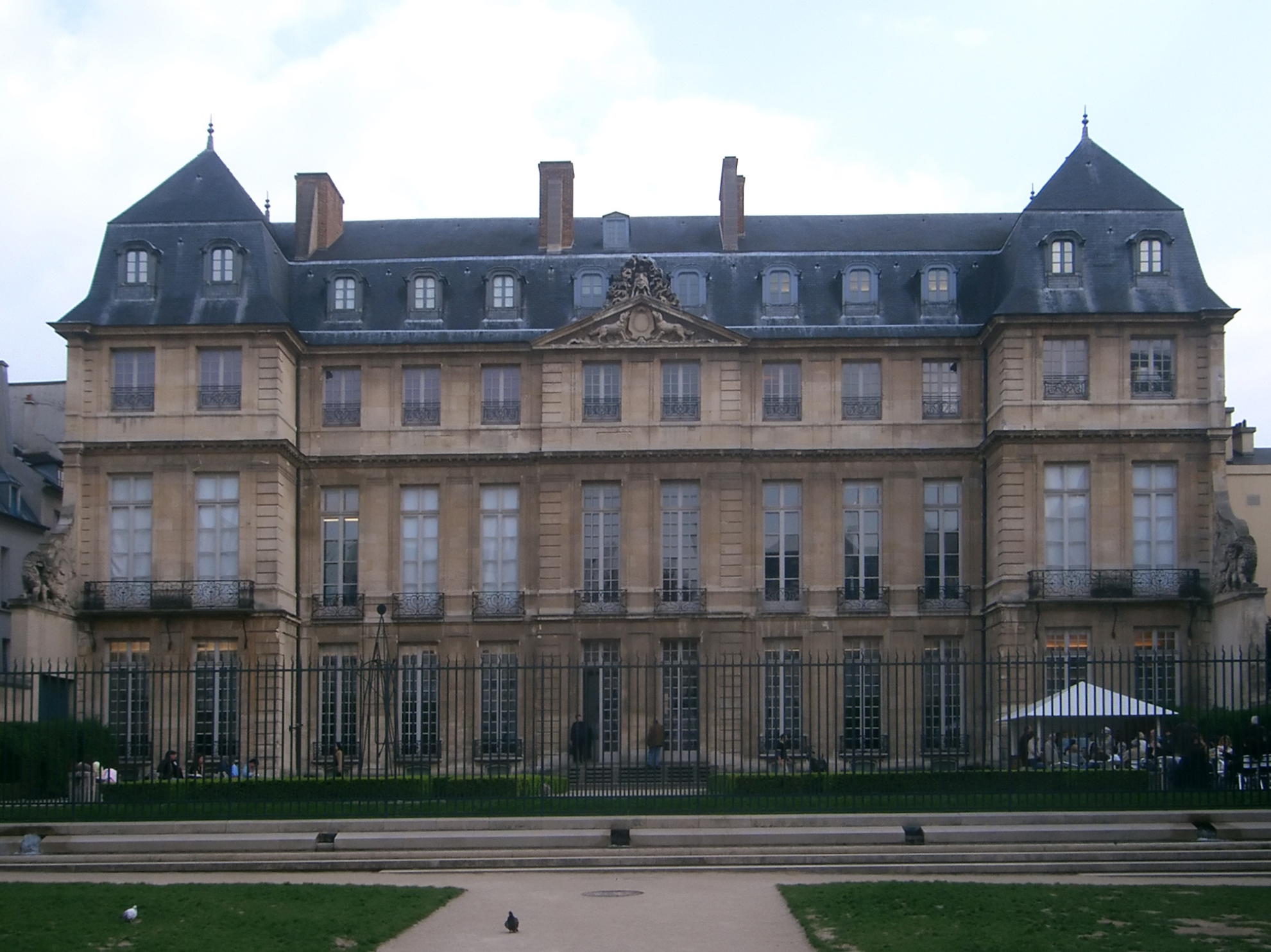
Музей Пікассо Отель-Сале, Париж

Твори Пабло Пікассо зберігаються у багатьох музеях і численних приватних зібраннях в усьому світі. У СРСР твори Пікассо були лише в «центральних» музеях — в Ермітажі (Санкт-Петербург) та Державному музеї образотворчих мистецтв ім. Пушкіна (Москва).
Перші іменні галереї і музеї Пікассо відкрито ще за життя митця. Нині у світі діє близько 10 музейних зібрань життєвого і творчого доробку Пабло Пікассо:
- Музей Пікассо у Барселоні (Каталонія, Іспанія) — відкрито 1970 року (за життя митця); картини для нього передав сам художник.
- Музей Пікассо Отель-Сале у Парижі (Франція) — відкрито 1985 року завдяки старанням родини Пікассо. Тут зберігається понад 200 картин, 150 скульптур, близько тисячі малюнків, колажів, відбитків, документів.
- Музей Пікассо в Малазі (Іспанія).
- Музей Пікассо в замку Гримальді в Антибі (Франція).
- Музей Пікассо у Валлорісі (Франція).
- Музей у Орта-да-Сан-Жуан (Терра-Алта, Каталонія, Іспанія).
- Музей Пікассо в будинку ратуші Буйтраго-дель-Лосойї (Іспанія).
- Мюнстерський музей графіки Пабло Пікассо (нім. Graphikmuseum Pablo Picasso Münster), Німеччина.
- Музей Пікассо в Люцерні (Швейцарія).

Картини Пікассо традиційно є одними з найдорожчих на художніх аукціонах. 2008 року обсяг лише офіційних продажів його картин склав 262 млн доларів. Вже саме́ виставлення на продаж виключно на найзнаменитіших аукціонах бодай одного твору Пікассо перетворюється на подію світового масштабу. Так, картина Пабло Пікассо «Оголена на тлі бюста і зеленого листя», яку митець написав 8 березня 1932 року, що її продали 4 травня 2010 року на аукціоні «Крістіз» у Нью-Йорку за 106 мільйонів 482 тисячі 500 доларів США, стала таким чином найдорожчим із будь-коли проданих витворів мистецтва. Картину, на якій зображено коханку художника Марі-Терез Вальтер, не виставляли вже близько півстоліття, і лише перед аукціоном її експонували в музеї Метрополітен на найповнішій виставці робіт Пікассо. Ім'я нового власника найдорожчої у світі картини наразі лишилось невідомим.
Комерційна популярність творів Пікассо має зворотний бік — художник належить до митців, чиї твори достатньо часто копіюють і намагаються видати за оригінали, так на початку 2009 року зчинився скандал із підробками під Пікассо, придбаними в приватній артгалереї Тетяни Хан у Голлівуді, а один з найвідоміших підробників творчості комерційно успішних митців, у тому числі і Пікассо, британський художник Джон Майат навіть дістав у тюрмі, ув'язнений за звинуваченнями у фальсифікаціях творів відомих митців, прізвисько «Пікассо». Ще один великий скандал, пов'язаний із творчістю Пікассо, збурився у Франції наприкінці 2010 року — тоді колишній електрик П'єр Ле Ґеннек, який працював на митця (встановлював у будинках художника системи сигналізації в останні 3 роки життя Пікассо), заявив, що той подарував йому понад 270 своїх робіт, й представив їх публіці. У вересні 2010 року електрик-пенсіонер звернувся до адміністраторів спадку Пікассо, щоб син художника Клод Пікассо засвідчив, що колекція є автентичною. Проте той заперечив, що його батько міг добровільно подарувати таку кількість творів одній людині, до того ж маловідомій. Родина Пікассо звернулася до відділу французької поліції, яка займається творами мистецтва, і за повідомленнями преси, твори були конфісковані. Відтак, Ле Ґеннек був допитаний, і на нього, імовірно, чекає тривалий судовий процес зі встановлення права власності на колекцію.

### Ім'я Пікассо як бренд
З плином часу ім'я Пікассо перетворилося на міжнародний бренд. Ім'я художника має велику популярність, а його так званий індекс впізнаваності в усьому світі сягає 90 %, тобто 9/10 населення планети хоча б раз у житті чули про Пікассо. Цей чинник стимулює підприємців заробляти на такому популярному імені, використовуючи його, наприклад, у назвах торговельних марок. Однак ситуація з використанням, як комерційним, так і некомерційним, імені Пабло Пікассо наразі є доволі складною.

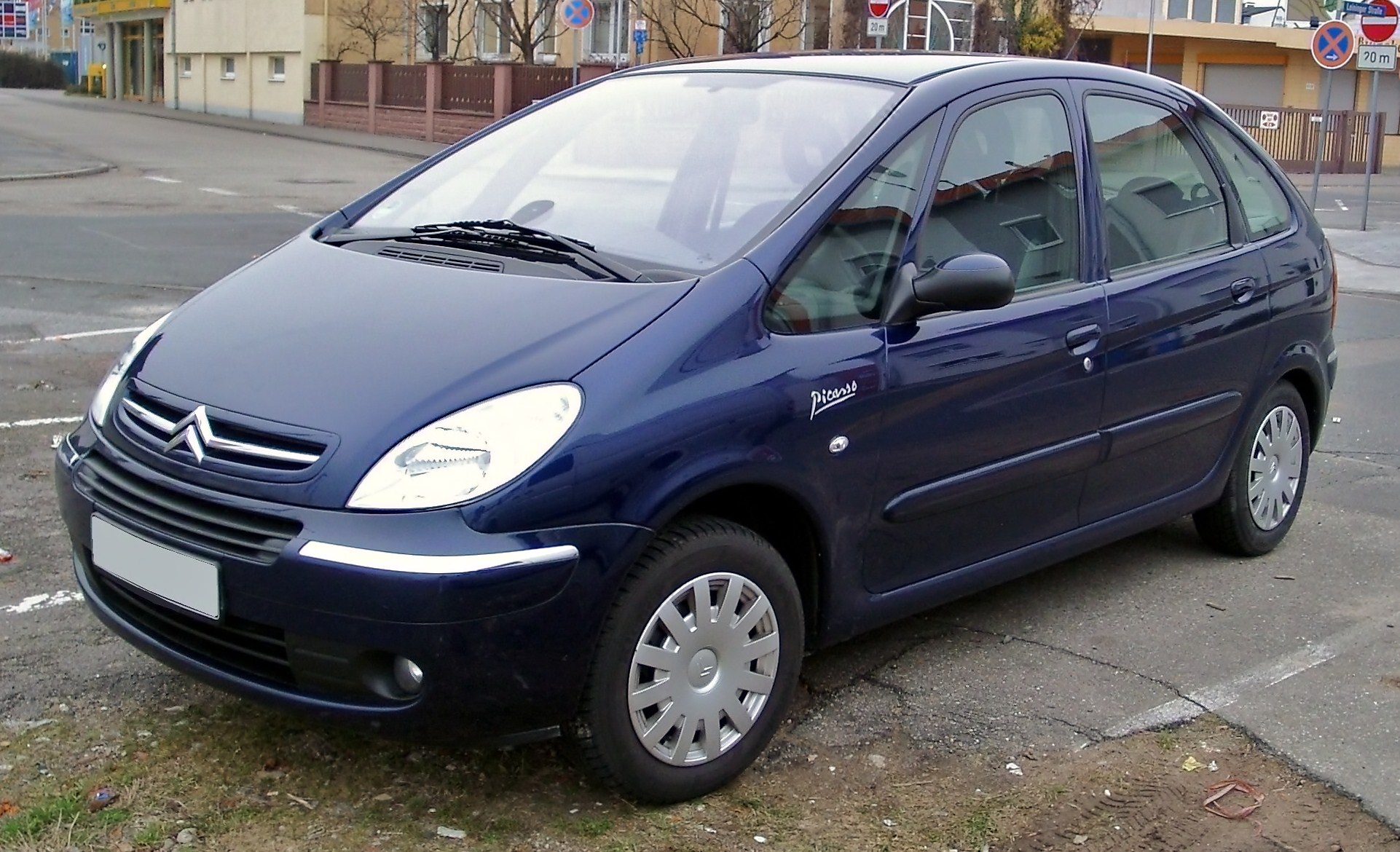
Зовнішній вигляд Citroën Xsara Picasso від 2004 р.

Діти й онуки Пабло Руїс-Пікассо — Майя, Клод, Палома та Марина і Бернар (діти сина Поля) стали не лише спадкоємцями майна, а й немайнових прав, зокрема і на використання імені свого знаменитого батька та діда. За захистом таких інтересів стежить спеціально створена 1995 року в Парижі організація під назвою «Адміністрація Пікассо» (фр. Picasso Administration). Це акціонерне товариство представляє немайнові права спадкоємців на використання імені «Пікассо» як бренду, а також використання у назвах, логотипах, продукції тощо підпримств, установ, організацій в усьому світі, не тільки імені художника, а й його марки, підпису, окремих картин і навіть мотивів творчості. Зазначене стосується абсолютно всіх виробників — від тих, що випускають, приміром, зубні щітки, і до автовиробників. Всі вони у встановленому порядку мають пройти цілком офіційну реєстрацію з її немалою оплатою, а надалі — відповідних відрахувань, подеколи з кожної одиниці продукції.
Одними з найвідоміших продуктів, виробник яких 2004 року отримав право на використання імені Пікассо в назві, є марки автомобілів Citroën Xsara Picasso і Citroën Picasso.
Інший відомий бренд із використанням імені митця — лінія іменних парфумів його дочки Паломи Paloma Picasso (випускаються з 1984 року).

### Пікассо та Україна
У державних музеях України робіт Пікассо немає. Унікальний випадком-винятком є один з найкращих сільських музеїв України — Пархомівський історико-художній музей у Пархомівці (Краснокутський район, Харківська область), де зберігаються з радянських часів 4 роботи Пікассо. Зокрема, 2 картини — уславлений «Голуб миру» та «Портрет невідомого», що їх подарував музеєві радянський літератор Ілля Еренбург, та 2 зразки «пікассовської» кераміки — розписані майстром таріль «Пірнальниця» та ваза «Людина і сова», що їх закладові передав московський Музей імені Пушкіна. Вочевидь, що у приватних колекціях українських любителів і колекціонерів мистецтва зберігаються ряд творів Пабло Пікассо. Так, наприклад, у своєму зібранні має їх відомий меценат, народний депутат України, єврейський діяч Олександр Борисович Фельдман, представивши частину з них на відкритій на початку липня 2010 року в належній йому мистецькій галереї «АВЕК» у місті Харкові виставці «Шедеври світового мистецтва», що презентувала близько 100 творів так званої «паризької школи», зокрема і Пікассо.

Проспект виставки «Сюїта Воллара» в Києві в 2007 році

Ще раніше кияни та гості столиці змогли ознайомитися з рідкісною колекцією робіт митця «Сюїта Воллара» (фр. Suite Vollard) на виставці в період 26 жовтня — 16 грудня 2007 року, організованій спільними зусиллями Національного художнього музею України, Посольства Королівства Іспанія в Україні та низки спонсорів, а також, передусім, завдяки сприянню іспанського фонду ICO, якому належить зазначена колекція і представники якого тривалий час збирали її по розрізнених зібраннях окремих власників. Колекція «Сюїта Воллара» — це 97 сюжетних офортів і три портрети артдилера Амброїза Воллара, створені у 1-й половині 1930-х років. Можна лише відчути подив і повагу до зусиль співробітників Фонду ICO, яким вдалося повністю зібрати колекцію са́ме цих робіт.
Насправді, як це повторювалося не раз у житті та творчій кар'єрі Пабло Пікассо, цей період і роботи, створені під час нього, стали поворотними у творчості митця. Саме тоді Пікассо звернувся до невластивих йому в раніших творчих пошуках традицій класицизму. Крім того, тематика робіт цього періоду — тавромахія і класичні грецькі міфи виявиться улюбленою для митця упродовж усього його життя, до неї він постійно звертатиметься. Конкретно колекція «Сюїта Воллара» стала відновленням перерваної ще в 1910-х роках співпраці Пабло Пікассо і Амброїза Воллара — одного зі знавців мистецтва і артдилерів, що, власне, відкрили геніального художника світові. Після 20-річного мовчання, так і не прийнявши кубізму Пікассо, уже літній (70-річний з лишком) Воллар неочікувано змінив своє ставлення до Пікассо і запросив художника погостювати на своїй розкішній заміській віллі — саме там і було створено більшість з офортів, відомих надалі під загальною назвою «Сюїта Воллара».
Пабло Пікассо присутній і в сучасній мас-культурі України. 14 червня 1997 року у Львові було відкрито артклуб «Picasso», який за понад 10-ліття існування став одним з найпопулярніших у місті, також відомий своїми мистецькими акціями. А до свого 12-ліття клуб виготовив та встановив 13 червня 2009 року коло входу на вулиці Зеленій перший в Україні пам'ятник Пікассо (скульптор Володимир Цісарик).. Художника зображено з голим торсом, у шортах та босоніж. Він стоїть й курить цигарку, кінчик якої світиться червоним полум'ям. У клубі «Picasso» пояснили такий вибір вигляду пам'ятника тим, що таким художник зазнімкований на багатьох світлинах.

Пам'ятник Пікассо у Львові

## Виноски
1. ↑  Olga Khokhlova Biography
2. ↑  Artists + Artworks
3. ↑  http://collecties.stadsarchief.rotterdam.nl/publiek/detail.aspx?xmldescid=325166
4. 1 2 3 4 5 6 7 8  https://hedendaagsesieraden.nl/2019/04/08/pablo-picasso/
5. ↑  Femme en vert
6. ↑  La mariée comme elle est (reproductiefoto)
7. ↑  Grote vogel, zwart gezicht
8. ↑  Dansers met geit
9. ↑  Pablo Picasso
10. ↑  https://www.fine-arts-museum.be/nl/de-collectie/artist/picasso-pablo-1
11. ↑  https://collections.carlos.emory.edu/people/14341/
12. ↑  https://hedendaagsesieraden.nl/2021/10/11/jill-byron-crawford/
13. ↑  https://hedendaagsesieraden.nl/2022/08/17/musee-des-arts-decoratifs-de-montreal/
14. ↑  https://hedendaagsesieraden.nl/2023/12/12/diana-kuppers/
15. ↑  https://hedendaagsesieraden.nl/2023/12/24/say-hello-wave-goodbye/#
16. ↑  Picador — 1960.
17. ↑  Jurk met dessin 'Rooster' — 1950.
18. ↑  https://web.archive.org/web/http://wallachprintsandphotos.nypl.org/catalog/320066
19. ↑  http://kmska.be/collection/work/data/0u93dh
20. ↑  https://collections.mnaha.lu/
21. ↑  https://triarte.brynmawr.edu/artist-maker/info/22846
22. ↑  Часто трапляється не зовсім правильне наголошення на останній склад «Пікассо́» — згідно з французькою вимовою
23. ↑  Картина Пікассо встановила черговий рекорд вартості [Архівовано 25 липня 2012 у Wayback Machine.] (рос.)
24. ↑  Ім'я Пабло Пікассо при хрещенні дещо відрізняється від записаного в метриці — див. On-line Picasso Project [Архівовано 25 червня 2009 у Wayback Machine.]
25. 1 2 3  Fermigier André Picasso. Le Livre de Poche, Série Art. Paris, Librairie Génerale Française, 1969 ISBN 2-253-02455-4 (фр.)
26. ↑  Biografía, 1889 [Архівовано 16 червня 2009 у Wayback Machine.] (англ.)
27. ↑  Fermigier, 1969, стор. 11-12
28. ↑  Online Picasso Project // 1895 [Архівовано 16 червня 2009 у Wayback Machine.] (англ.)
29. ↑  Online Picasso Project//Biografía, 1896 [Архівовано 16 травня 2009 у Wayback Machine.] (англ.)
30. 1 2  Online Picasso Project // 1897. Архів оригіналу за 16 червня 2009. Процитовано 31 травня 2009.
31. ↑  Fermigier, 1969, стор. 12-13
32. ↑  Fermigier, 1969:9
33. ↑  Fermigier, 1969:14-15
34. ↑  Online Picasso Project // 1899. Архів оригіналу за 16 червня 2009. Процитовано 31 травня 2009.
35. ↑  Fermigier, 1969:17-21
36. 1 2  Online Picasso Project // 1901. Архів оригіналу за 25 квітня 2009. Процитовано 31 травня 2009.
37. 1 2  Online Picasso Project // 1901. Архів оригіналу за 16 травня 2009. Процитовано 31 травня 2009.
38. ↑  Fermigier, 1969:21-23
39. 1 2  Fermigier, 1969:28-31
40. ↑  La muerte de Casagemas (1901) на сайті Паризького Музею Пікассо. Архів оригіналу за 21 липня 2011. Процитовано 1 червня 2009.
41. 1 2  Online Picasso Project // 1901. Архів оригіналу за 25 квітня 2009. Процитовано 31 травня 2009.
42. ↑  Fermigier, 1969:26
43. ↑  Online Picasso Project // 1901. Архів оригіналу за 25 квітня 2009. Процитовано 1 червня 2009.
44. ↑  Online Picasso Project // 1902. Архів оригіналу за 25 квітня 2009. Процитовано 1 червня 2009.
45. ↑  La vie (La vida) (1903) (англ.). Архів оригіналу за 16 червня 2009. Процитовано 1 червня 2009.
46. ↑  Fermigier, 1969:36
47. ↑  Online Picasso Project // 1904. Архів оригіналу за 25 квітня 2009. Процитовано 2 червня 2009.
48. ↑  Fermigier, 1969:45,46
49. ↑  Online Picasso Project // 1905. Архів оригіналу за 16 червня 2009. Процитовано 2 червня 2009.
50. 1 2  Online Picasso Project // 1905[недоступне посилання](англ.)[недоступне посилання з липня 2019]
51. 1 2 3  Online Picasso Project // 1906. Архів оригіналу за 16 червня 2009. Процитовано 2 червня 2009.
52. ↑  André Fermigier, Picasso, 1969, стор. 80
53. ↑  Fermigier, 1969:75
54. ↑  Online Picasso Project // Портрет Г.Стайн (англ.). Архів оригіналу за 16 травня 2009. Процитовано 2 червня 2009.
55. 1 2  Біографія Пабло Пікассо на www.pablo-ruiz-picasso.net // Африканський період. Архів оригіналу за 30 травня 2009. Процитовано 26 травня 2009. Біографія Пабло Пікассо на www.pablo-ruiz-picasso.net // Африканський період (англ.)
56. ↑  Online Picasso Project // Автопортрет з палітрою (англ.). Архів оригіналу за 16 червня 2009. Процитовано 2 червня 2009.
57. ↑  Fermigier, 1969:58
58. ↑  Примітка: Амброїз Воллар придбав студію Пікассо, і кожний з подружжя отримав свою частку грошей — вже від середини осені Фернанда жила сама у власному помешканні.
59. 1 2  Online Picasso Project // 1907. Архів оригіналу за 16 травня 2009. Процитовано 2 червня 2009.
60. ↑  Juana Libedinsky [Архівовано 11 жовтня 2011 у Wayback Machine.] English Breakfast: el pensamiento británico de hoy(ісп.)
61. 1 2 3 4 5 6  Online Picasso Project // 1908. Архів оригіналу за 16 червня 2009. Процитовано 3 червня 2009.
62. ↑  Online Picasso Project // Composición con cabeza de muerto (1908). Архів оригіналу за 16 червня 2009. Процитовано 3 червня 2009.
63. ↑  Online Picasso Project // Tres mujeres (1908). Архів оригіналу за 16 червня 2009. Процитовано 3 червня 2009.
64. ↑  Online Picasso Project // роботи 1908 року. Архів оригіналу за 16 червня 2009. Процитовано 3 червня 2009.
65. ↑  Online Picasso Project // 1909. Архів оригіналу за 16 червня 2009. Процитовано 5 червня 2009.
66. ↑  Online Picasso Project // Твори 1909 року. Архів оригіналу за 16 червня 2009. Процитовано 5 червня 2009.
67. ↑  Online Picasso Project // Portrait d'Ambroise Vollard (1910). Архів оригіналу за 16 червня 2009. Процитовано 5 червня 2009.
68. ↑  Online Picasso Project // Portrait de Wilhelm Uhde (1910). Архів оригіналу за 16 червня 2009. Процитовано 5 червня 2009.
69. ↑  Penrose, 1981:162-165. Архів оригіналу за 11 жовтня 2011. Процитовано 5 червня 2009.
70. ↑  Online Picasso Project // 1910. Архів оригіналу за 16 червня 2009. Процитовано 5 червня 2009.
71. ↑  Fermigier, 1969:95-96
72. ↑  Online Picasso Project // 1911. Архів оригіналу за 16 червня 2009. Процитовано 5 червня 2009.
73. ↑  Біографія Пабло Пікассо на www.pablo-ruiz-picasso.net // Кубізм (1909—1917). Архів оригіналу за 30 травня 2009. Процитовано 26 травня 2009. Біографія Пабло Пікассо на www.pablo-ruiz-picasso.net // Кубізм (1909—1917) (англ.)
74. ↑  Сидоренко Т. Ольга, дружина Пікассо: повість / Тетяна Сидоренко. — Київ: А-БА-БА-ГА-ЛА-МА-ГА, 2018. — 160 с. — ISBN 978-617-585-148-7.
75. ↑  Біографія Пабло Пікассо на www.pablo-ruiz-picasso.net // Неокласицизм (1918—1925). Архів оригіналу за 30 травня 2009. Процитовано 26 травня 2009. Біографія Пабло Пікассо на www.pablo-ruiz-picasso.net // Неокласицизм (1918—1925) (англ.)
76. 1 2 3  Біографія Пабло Пікассо на www.pablo-ruiz-picasso.net // Сюрреалізм. Архів оригіналу за 30 травня 2009. Процитовано 26 травня 2009. Біографія Пабло Пікассо на www.pablo-ruiz-picasso.net // Сюрреалізм (англ.)
77. ↑  Picasso y los portrait by William Rubin, ediciones Flammarion, 1996, стор.61.
78. ↑  González — Picasso Dialoguecatalogue de la exposición a Mataderos Toulouse, editado por la Centre Georges Pompidou y Reunión de Museos Nacionales, 1999, стор.138-141, ISBN 2-85850-957-3.
79. 1 2 3 4 5  Біографія Пабло Пікассо на www.pablo-ruiz-picasso.net // Війна в Іспанії. Герніка. II Світова війна (1937—1945). Архів оригіналу за 30 травня 2009. Процитовано 26 травня 2009. Біографія Пабло Пікассо на www.pablo-ruiz-picasso.net // Війна в Іспанії. Герніка. II Світова війна (1937—1945). (англ.)
80. ↑  У це ж приміщення помістив дію свого роману Le Chef d'Oeuvre inconnu Оноре Бальзак.
81. ↑  Примітка: Твори мистецтва на той час були вивезені з музею у таємне певне місце, і тому Пікассо коментував цю обставину напівжартома: «Я директор порожнього музею !»
82. 1 2  Online Picasso Project // 1937. Архів оригіналу за 16 червня 2009. Процитовано 16 червня 2009.
83. 1 2  Біографія Пабло Пікассо на www.pablo-ruiz-picasso.net // Після війни (1945-1960-ті). Архів оригіналу за 30 травня 2009. Процитовано 26 травня 2009. Біографія Пабло Пікассо на www.pablo-ruiz-picasso.net // Після війни (1945-1960-ті). (англ.)
84. 1 2  Online Picasso Project // 1948. Архів оригіналу за 16 травня 2009. Процитовано 16 червня 2009.
85. ↑  Франсуаза стала другою жінкою за всю історію ведення мистецького бізнесу впливовим артагентом Канвайлером, з якою він уклав угоду
86. ↑  Online Picasso Project // 1949. Архів оригіналу за 16 червня 2009. Процитовано 16 червня 2009.
87. 1 2 3  Біографія Пабло Пікассо на www.pablo-ruiz-picasso.net // Останні роки (1960—1973). Архів оригіналу за 30 травня 2009. Процитовано 26 травня 2009. Біографія Пабло Пікассо на www.pablo-ruiz-picasso.net // Останні роки (1960—1973). (англ.)
88. ↑  Дмитрий Минченок Покойный юмор[недоступне посилання з липня 2019] // журнал «Атмосфера» № 74 за 29 травня 2008 року (рос.)
89. ↑  Книга Марини Пікассо «Дідусь» на www.picassolive.ru [Архівовано 16 квітня 2018 у Wayback Machine.] (рос.)
90. ↑  Павленко Наталія Після смерті Пікассо його майно ділили чотири роки [Архівовано 16 квітня 2018 у Wayback Machine.] // газ. Газета по-українськи # 26 (2091) за 6 квітня 2018 року (є перекладом/плагіатом статті в Комсомольская правда за 9 січня 2002 року — див. Маріна Пікассо: «Мій дід був деспотом і вампіром» (рос.))
91. ↑  Говдя О. М. Пікассо Пабло // Українська радянська енциклопедія : у 12 т. / гол. ред. М. П. Бажан ; редкол.: О. К. Антонов та ін. — 2-ге вид. — К. : Головна редакція УРЕ, 1974–1985., Том 8., К., 1982, стор. 369
92. ↑  Інф. на news.bigmir.net. Архів оригіналу за 2 травня 2010. Процитовано 5 травня 2010.
93. ↑  Пікассо — знову найдорожчий [Архівовано 19 січня 2012 у Wayback Machine.] // «Україна Молода» № 081 за 6 травня 2010 року
94. ↑  За підробку картини Пікассо антиквар може отримати 45 років тюремного ув'язнення, інф. на www.timeua.info за 11-01-2007 [Архівовано 23 березня 2010 у Wayback Machine.] (рос.)
95. ↑  Голіцина Наталя (м. Лондон) Геній підробки. «Кожна десята картина XX століття — фальшивка». Великий фальсификатор Джон Майат ділиться секретами створення підроблених шедеврів. [Архівовано 22 вересня 2010 у Wayback Machine.] // «Огоньок» № 47 за 20-26 листопада 2006 року (рос.)
96. ↑  Пенсіонер у Франції — володар скарбів Пікассо [Архівовано 24 січня 2011 у Wayback Machine.] // інф. за 30 листопада 2010 року від Кореспондент.net
97. ↑  Бернар Женье Світовий художник Пікассо // переклад з французької Бориса Карпова статті в Le Nouvel Observateur за 14-20 червня 2007 року на www.infrance.ru Про Францію російською (російськомовний вебресурс про Францію) [Архівовано 27 червня 2009 у Wayback Machine.] (рос.)
98. ↑  Опис парфумів Paloma Picasso на bt-parfum.com.ua. Архів оригіналу за 27 грудня 2008. Процитовано 23 червня 2009.
99. ↑  Гончарова Наталя, Рахманіна Анастасія, Борисова Марта Звідкіля Луври беруться[недоступне посилання з липня 2019] // «Газета по-Киевски» за 24 вересня 2009 року (рос.)
100. ↑  Повернення імен (фоторепортаж) // «УНІАН-Харків», інформація та фото за 9 липня 2010 року
101. ↑  Константинова Катерина Пабло Пікассо: закохане «чудовисько» // матеріал з «Дзеркало тижня» № 41 (670) 3 — 10 листопада 2007
102. ↑  Про клуб «Picasso» на www.v.lviv.ua. Архів оригіналу за 22 січня 2010. Процитовано 23 червня 2009.
103. ↑  Новини PikArt Group — перевірено 24.06.2009. Архів оригіналу за 03.10.2009. Процитовано 24.06.2009.
104. ↑  «Лео Поліс» (безкоштовний додаток до газети Високий Замок — № 24 (146). 18 червня 2009.